# 战国时代 (日本)

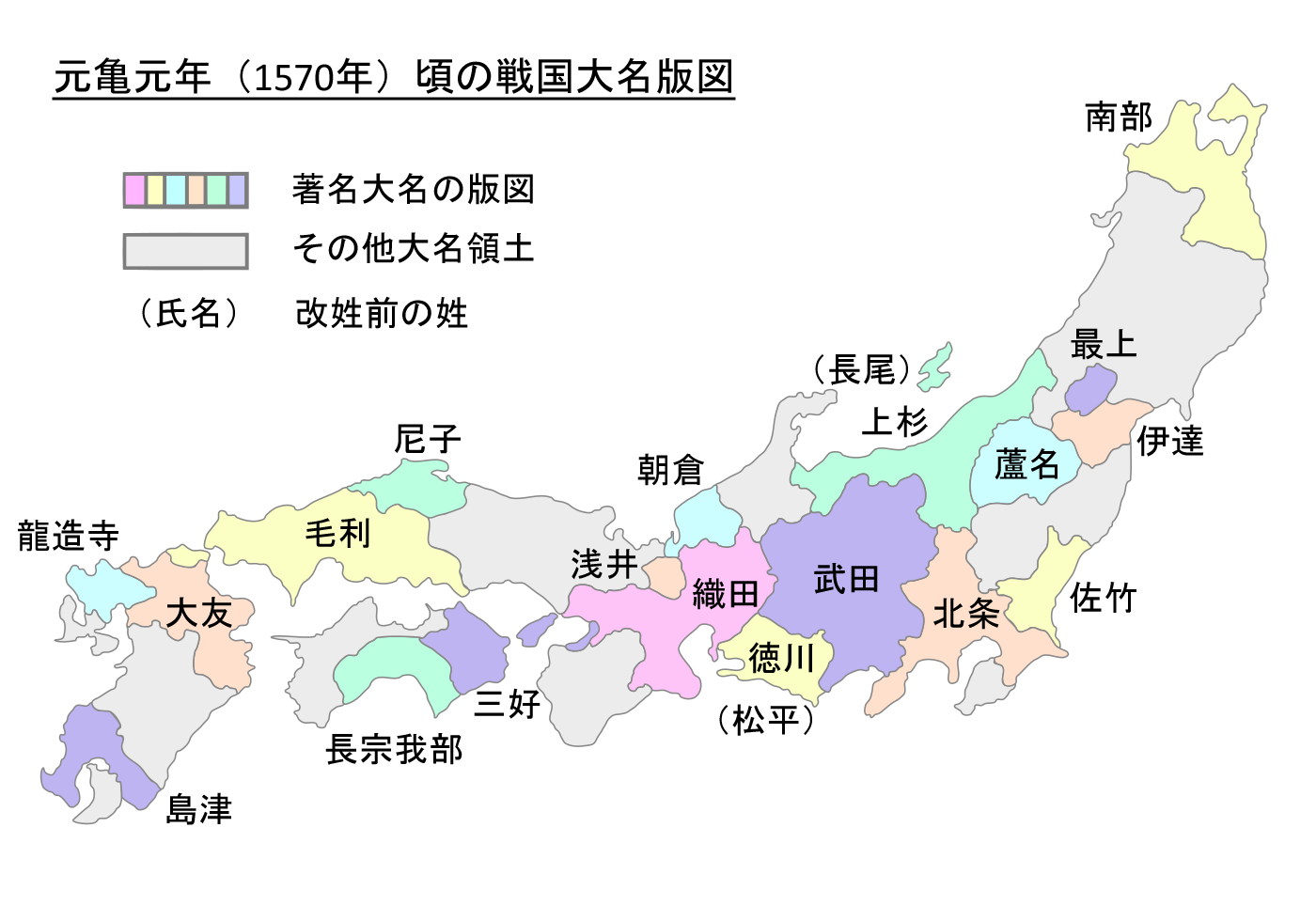
元龜元年（1570年）各地戰國大名的勢力範圍簡圖

戰國時代，簡稱戰國，是日本歷史上的一個重要時期，一般是指1467年足利義政時期的應仁之亂（亦有始於明應之變的說法）開始的長達一百二十多年的政局紛亂及群雄割據的一段時期。最終，歷經近一個半世紀的混戰，关白丰臣秀吉在1590年小田原之战中消灭北条家，此战役后全日本各大名皆臣服于丰臣政权，自应仁之乱后第一次全国统一，开启了安土桃山时代和平时期。

## 詞源
此辭彙出自甲斐國（今山梨縣）大名武田信玄所制定的分國法《甲州法度次第》第二十條中出現的「天下戰國之上（天下戦国の上は）」一句。換言之，生在被後人稱為「戰國時代」的人們，當時已有「如今是戰國之世」的認知了。这个“战国”无疑是受了中国历史上“战国”一词的影响。

## 起迄時間
戰國時代的起始一般以1467年的應仁之亂為起點，以1590年的小田原之战为终点，但結束時間因与安土桃山时代重叠，故衍生出多種观点，本條目採用最後一種观点，以完整表述這段歷史。
| 时间                         | 事件 |
| ---------------------------- | --- |
| 永祿11年（1568年）           | 織田信長上洛（進入京都）成功。 |
| 元龜4年、天正元年（1573年）  | 織田信長攻陷二條御所，室町幕府滅亡。 |
| 天正18年（1590年）           | 豐臣秀吉出任关白，消滅關東地方的後北條氏，降伏東北地方各大名，颁布惣無事令，正式完成日本全国的統一，创立豐臣政權。日本战国时代结束，进入桃山时代。 |
| 慶長8年（1603年）            | 德川家康出任将军，創立江戶幕府，进入江户时代。 |
| 慶長20年、元和元年（1615年） | 德川家康於大坂夏之陣打敗豐臣秀賴，豐臣氏滅亡。 |

## 歷史發展

### 應仁之亂，戰國之始

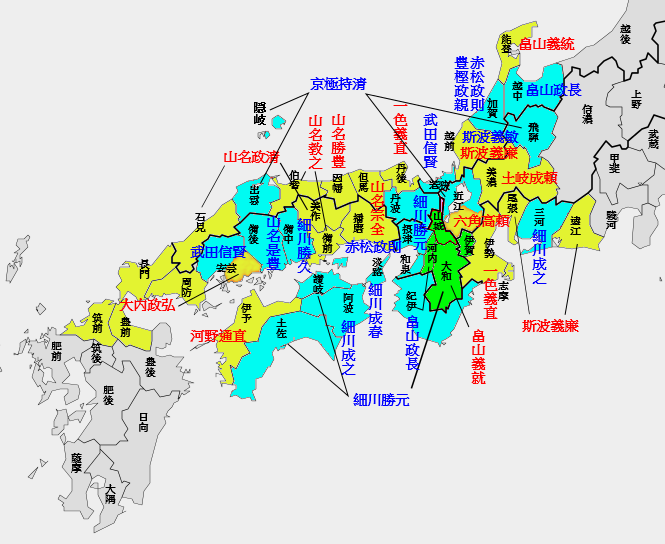
應仁之亂

室町幕府自第三代將軍足利義滿之後便紛擾不斷。在政治上，除了關東的古河公方與幕府的對抗外，層出不窮的政治謀殺以及各地諸侯的反抗、私戰亦破壞了各地的政治平衡；而在社會上，各地爆發的一揆（暴動）如同一顆顆不定時炸彈，對整個社會秩序造成大小不一的傷害。而室町幕府穩定全國局勢的決心與努力，随着1441年一場意外引發的全國混戰化為烏有。
嘉吉元年（1441年），四職之一、身兼三國守護（播磨、美作、備前）的赤松滿祐在京都自己的家中刺殺了第六代將軍足利義教，是為嘉吉之亂。赤松滿祐遭到亦為四職之一、身兼五國守護（丹後、 但馬、因幡、伯耆）的山名宗全率部討伐並被其擊敗。戰後，幕府以山名氏平亂有功將赤松氏所屬之三國守護授與山名氏。山名氏勢力成長到八國守護，一躍而成為西國的一大勢力。
隨著山名氏的崛起，三管領之一、身兼八國守護（山城、大和、河內、和泉、攝津、丹波、近江）與和泉半國統治權的細川氏決定聯合山名對抗同為三管領的畠山氏。但畠山氏衰退之後，細川、山名兩家之間的衝突也浮現出來，尤其在三管領之中的斯波氏和畠山氏兩家陸續發生繼承問題後，雙方對立情況更加嚴重。
第八代將軍足利義政長子足利義尚誕生後引發繼承風波。應仁元年（1467年），在將軍子嗣問題上對立的各方勢力在軍事上發生對立，是為應仁之亂。各守護分別選邊支持，形成細川聯軍（東軍）與山名聯軍（西軍）的大混戰。
戰事一開始，由於東軍爭取到天皇與幕府將軍的支持，且聚集了相對優勢的兵力，因此開戰最初幾個月可說是佔盡優勢。可是到了同年七月，中國地方四國守護大內政弘率領萬餘軍隊援助西軍，戰況頓時改觀。此外，西軍決定擁立將軍足利義政之弟足利義視與京都當局相抗衡，使得整個戰局陷入膠著，日後更擴大為全日本的大混戰。
隨著兩軍領袖相繼去世和幕府將軍繼承糾紛解決，在文明九年（1477年），交戰雙方決定和解，應仁之亂正式宣告結束。雖然應仁之亂後幕府威信受到重挫，但之後幾任將軍仍試圖重振幕府威信，直到明應之變爆發。
應仁之亂後，以將軍為中心的幕府威信日漸衰敗，其對全國大名的控制能力也被逐漸破壞殆盡，最後因為織田信長驅逐將軍而遭到滅亡。各地原有的守護大名，有的受到本國國人的國一揆暴動挑戰（如安藝武田氏被毛利氏發動國一揆取代），有的則被守護代所取代（如斯波氏守護的越前、遠江、尾張三國依次被朝倉氏、甲斐氏、織田氏三守護代控制），有的甚至被一向一揆（宗教性的暴動）推翻（如加賀守護富樫氏被一向一揆完全消滅）。下剋上的風氣瀰漫著整個日本戰國時代，同時也成了這個時代的最大特色。原本輔佐守護的守護代、各地土豪、甚至平民崛起成為大名。各地大名進而稱霸一方，甚至於成為掌控天下的「天下人」。於此同時，日本與歐洲人之間的貿易交流正式展開，基督教和鐵炮（日式火绳槍）的引進改變了社會和戰爭的形態。到了戰國中、後期，過往封建制度下的農奴地主關係也逐漸遭到破壞。

### 明應之變，關東大亂

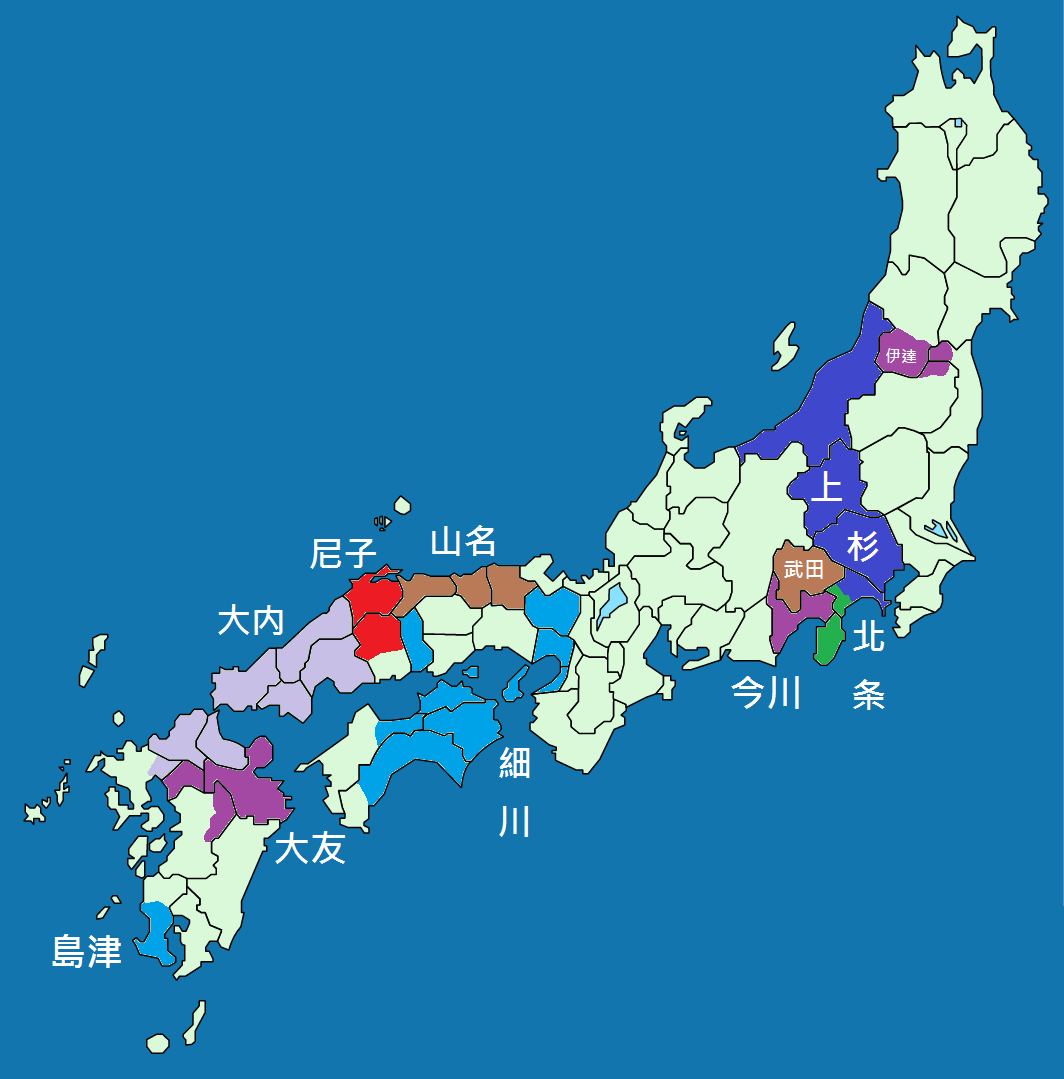
1500年各地戰國大名的勢力範圍簡圖

應仁之亂後，雖然幕府的影響力大幅喪失，可是當時的各任幕府將軍仍試圖改變整個局面。將軍不但多次下令討伐鄰近的細川氏、六角氏等守護大名，還屢屢頒布征討令，令諸國大名對抗那些對京都當局造成威脅的勢力。然而，將軍的權威已經大不如前，將軍的詔令除了作為大名奪權的工具外，幾乎無人願意服從。
到了明應二年（1493年），第十代將軍足利義材（即後來的足利義稙，他在1508年再任第十二代將軍）親自討伐細川氏，後者反而策動京都當局，罷免了義材將軍的職位。是為明應之變。自此以後，室町幕府的威信完全喪失，幕府將軍淪為大名上洛後用以操控政局的傀儡罷了。
除了近畿動盪不安外，關東的局勢也不甚安穩。當初足利尊氏開創室町幕府的時候，為了對抗南朝，不得不把幕府設在京都，而他把其根據地關東地方的鐮倉分封給自己的兒子，是為鎌倉公方。鐮倉公方由關東管領為輔佐。鎌倉公方府與室町幕府的體制類似，逐漸發展到能與幕府對抗的程度。最終，在室町時代中期、第六代將軍足利義教時，爆發了永享之亂。叛亂後來被幕府平定。鎌倉公方足利持氏自殺。後來持氏之子足利成氏再次被幕府擁立為鎌倉公方。後來鎌倉公方足利成氏不滿關東管領上杉憲忠，進而將其暗殺。此舉引發關東管領和公方的長期對抗，導致幕府派遣駿河守護今川氏前去討伐鎌倉公方，迫使足利成氏逃往下總古河，從而成為初代的古河公方。這次事件被稱為享德之亂。
這次事件之後，關東形成兩大勢力：得到關東管領上杉氏支持的堀越公方足利政知和得到北關東豪族支持的古河公方。雙方對抗了近三十年。後來因為山內上杉氏重臣長尾景春叛亂，扇谷上杉氏趁機擴張自己的势力，促使山內上杉氏選擇和古河公方和解來對抗扇谷上杉氏。而扇谷上杉氏為了對抗山內上杉氏，和伊勢長氏結盟，使兩方又陷入拉鋸戰中。延德三年（1491年），堀越公方發生內亂，被伊勢長氏消滅。伊勢長氏（即後來的北條早雲）的後北條氏借此實力大增。不久，上杉定正猝死，扇谷上杉氏形勢轉衰，後北條氏利用這個機會轉而攻擊扇谷上杉氏，並消滅了相模三浦氏，還佔領了小田原城，這個結果反而促成兩上杉聯合對抗後北條氏的新局面。後北條氏第二代家督北條氏綱更入侵武藏國，取代舊有的足利、兩上杉氏，成為東國最強的大名。

### 以下剋上，將軍被弒

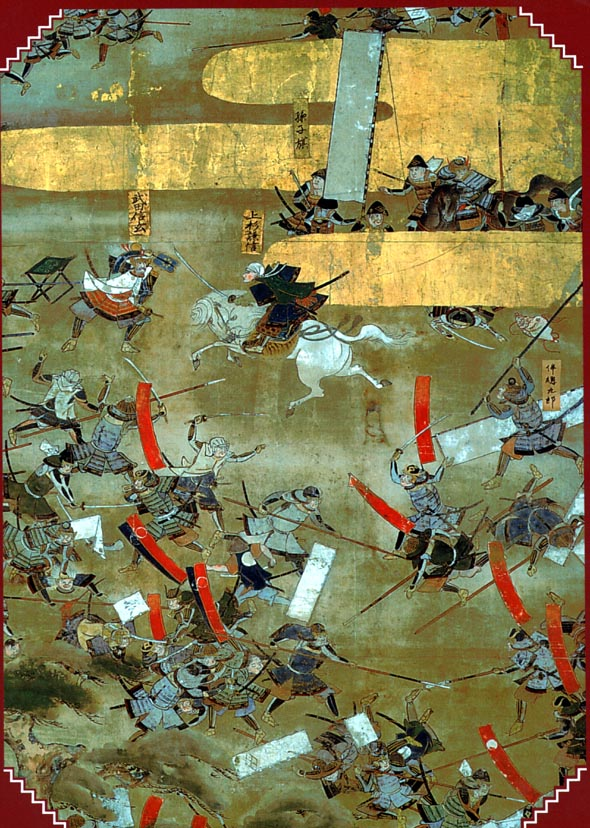
1561年，發生在上杉謙信和武田信玄之間的第四次川中島之戰，這次戰役的死傷數在戰國時代居首

除了伊勢長氏崛起於關東地方，成為新時代大名的代表外，日本各地也開始出現以下剋上，甚至成為一方之雄的新強權。
在中國地方，出雲守護代尼子氏篡奪守護京極氏的實權，後來的尼子經久更是取代京極氏，成為出雲守護。實際上，在尼子經久生前，尼子氏就擴張成與大內氏家督、因海外貿易而興盛的大內義興並駕齊驅，兩人的總勢力達十一國，成為中國地區的雙雄。在雙雄爭霸過程中，安藝國人毛利元就在尼子、大內兩家之間夾縫求生，逐漸擴張自身力量，後來抓住大內氏內亂的機會，在嚴島之戰中擊倒大內氏權臣陶晴賢，成為中國地區的新霸主。
美濃守護土岐氏亦遭到重臣長井規秀的驅逐而衰敗。長井規秀日後繼承了齋藤氏，改名為齋藤秀龍，法號道三，也稱齋藤道三。他也是後來織田信長的岳父。
東海方面，尾張守護斯波氏亦大權旁落，由守護代岩倉與清洲兩織田氏取而代之，而清洲織田氏旗下重臣織田信定、信秀父子日後取得實權，在織田信長繼承家業後，更完全取代斯波氏、岩倉織田氏與清洲織田氏，成為尾張一國之主。
在日本戰國時代，以下剋上崛起的新興勢力，和舊有勢力間的對立從未停歇，但最慘烈的莫過於是將軍足利義輝被弒一事。明應之變中被管領細川氏罷黜將軍一職的足利義材，日後得到中國大名大內義興的支持，在成功推翻第十一代將軍足利義澄後，改名足利義稙再次任職將軍。但是，由於足利義稙膝下無子，因此他又認養前將軍義澄次子足利義維為養子。永正十五年（1518年），大內義興返回所屬領國，失去庇祐的足利義稙不敵管領細川氏，再次辭去將軍一職，由前將軍義澄長子足利義晴接任。然而，義晴因與管領細川晴元長期失和，在天文十五年（1546年）辭退將軍一職，由長子足利義輝接任第十三代將軍。足利義輝立志重振幕府聲威，不但多次積極調停諸大名之間的紛爭，更邀請上杉謙信、織田信長等有實力的大名上洛謁見將軍。此時管領細川氏遭到權臣三好長慶奪權，後者掌握實權，而把幕府當作傀儡，成為當時有實力的大名之一。三好長慶死後，其重臣松永久秀、三好三人眾決定罷黜將軍足利義輝。
永祿八年（1565年），三好三人眾及松永久秀率領的叛軍包圍義輝所在之二條御所，雖然足利義輝得到當時著名劍客上泉信綱與塚原卜傳等人傳授的劍術，有劍豪將軍的美名，但依舊因寡不敵眾而被弒。足利義維之子義榮被擁立為第十四代將軍。足利義輝死後，室町幕府就此完全失去實權，也失去中興的機會，直到1573年滅亡。

### 霸王崛起，幕府滅亡

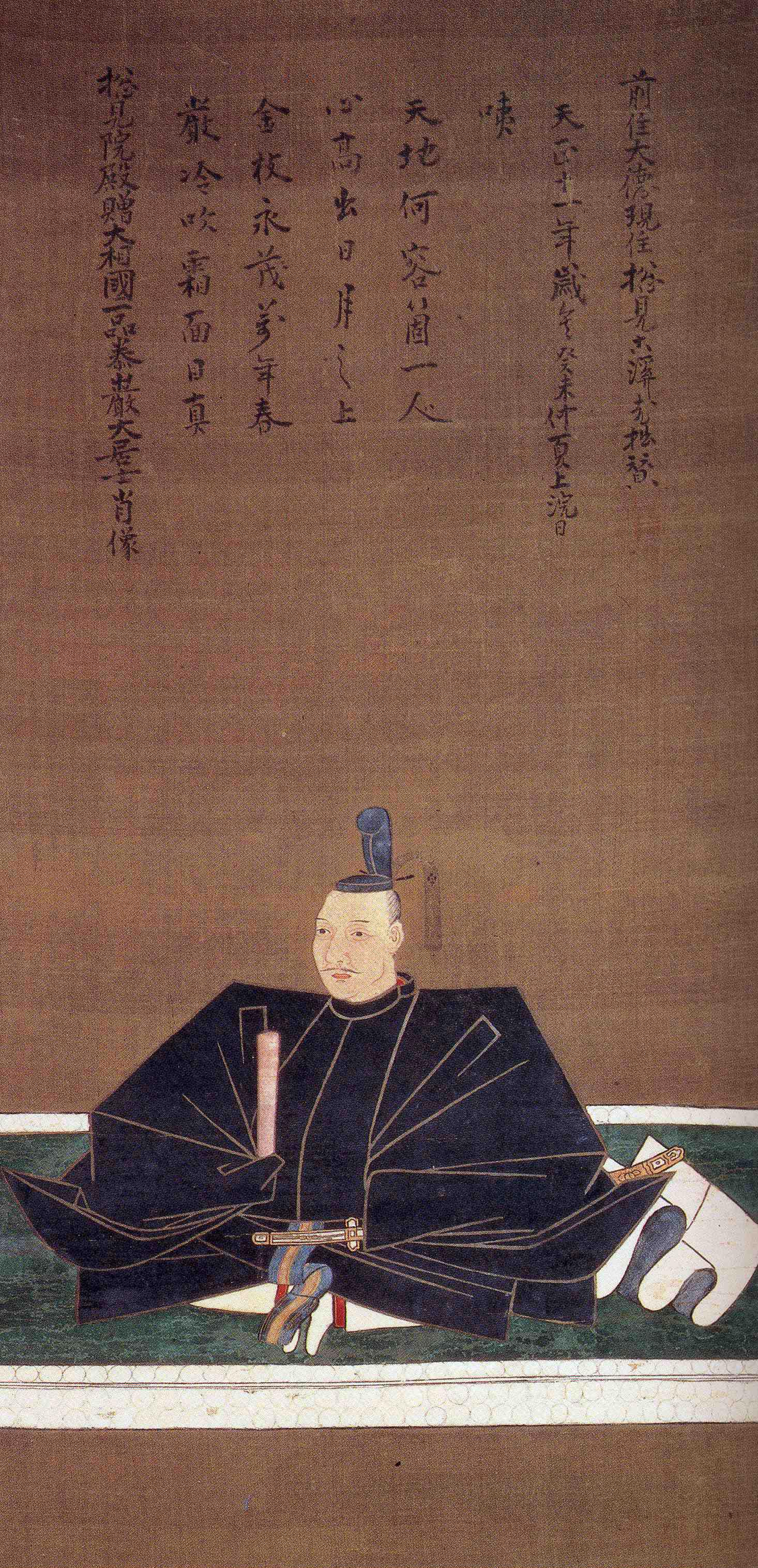
絹本著色束帶織田信長像（神戶市立博物館蔵，重要文化財）

織田信長為尾張國（今愛知縣北部）的大名。永祿三年（1560年），信長在桶狹間以三千軍擊敗領有駿河、遠江、三河三國，率領約兩萬五千大軍的大名今川義元，是為桶狹間之戰。由於今川家在後繼者今川氏真無能，原本臣屬今川家的三河國松平元康獨立並與信長結盟（清洲同盟），在東方無慮後，信長把擴張領土的目標放在大名齋藤龍興統治之美濃國上。初期，織田信長進攻美濃的進度相當遲緩，直到織田信長成功促成齋藤氏重臣美濃三人眾倒戈，局勢才開始有了轉變。永祿十年（1567年）9月，信長在稻葉山城之戰中取勝，攻陷美濃的稻葉山城，將它改名為岐阜城，並製作了天下布武朱印，展開統一日本之路。翌年，永祿十一年（1568年）信長擁立足利義昭為第十五代將軍，并在盟友淺井長政的幫助下，完成上洛的目標。
元龜元年（1570年），第十五代將軍足利義昭因不滿織田信長無視幕府權威的態度，暗中與本願寺顯如、武田信玄、上杉謙信、毛利元就、淺井長政、三好三人眾以及朝倉義景等大名聯盟，形成所謂的「信長包圍網」，尋求聯合對抗并消滅織田信長。元龜二年（1571年），信長以比叡山延曆寺包庇與其敵對之淺井、朝倉兩大名，殺入山中將比叡山延暦寺焚毀，此舉引來武田信玄等人之批評，這是信長生前引來較大爭議的事件之一。元龜4年（1573年），武田信玄發動軍隊攻打德川家康的根據地遠江國、三河國，以圖進京，並在三方原之戰中擊敗德川、織田聯軍。次年5月，武田信玄於信濃國駒場病故，死前決定繼承人是其孫武田信勝，並由信勝之父武田勝賴擔任陣代（監護人）一職。
天正元年（1573年），織田信長與將軍足利義昭正式決裂，信長強攻幕府所在的二條御所，逮捕義昭，將其流放至河內國若江城，并建立安土城。室町幕府宣告滅亡。日本戰國時代前一百年的室町時代在此劃下句點，日本進入安土桃山時代。

### 太阁检地，天下统一

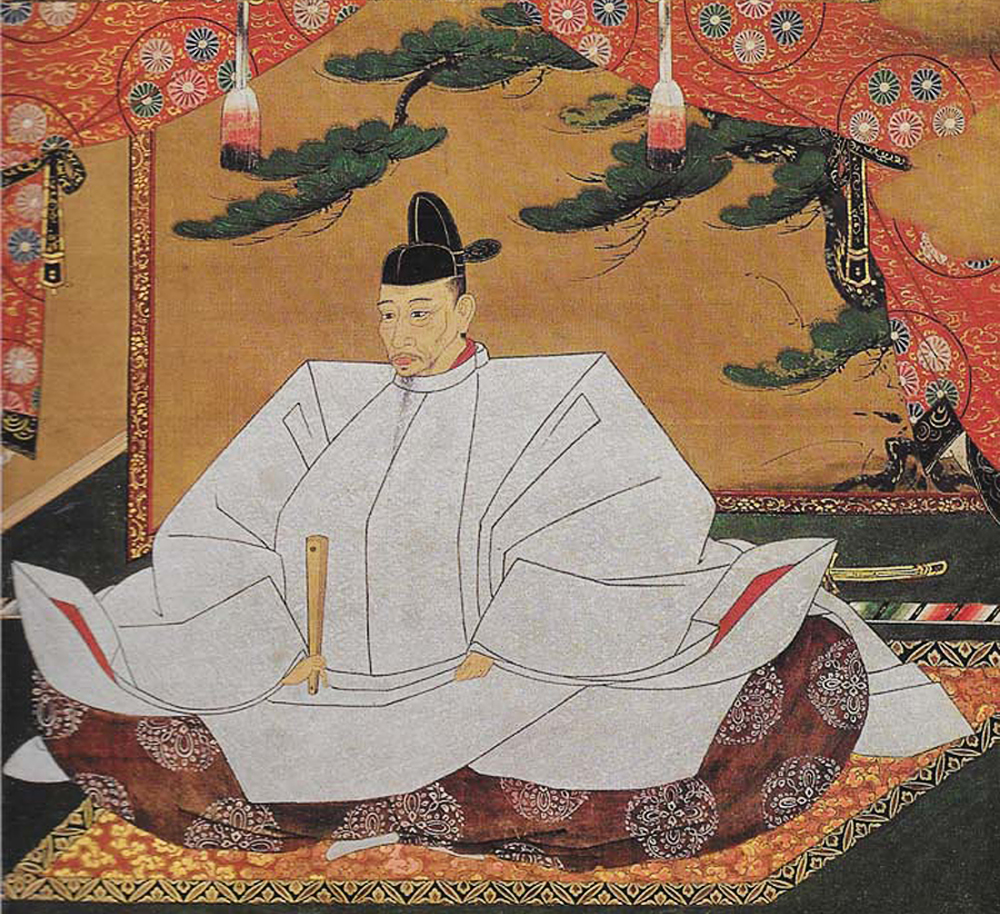
豐臣秀吉

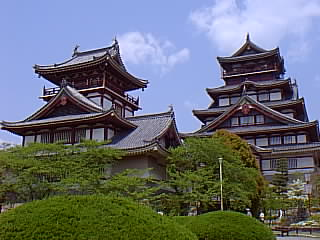
桃山城

室町幕府滅亡後，信長继续消滅了淺井、朝倉兩家，迫使伊勢國司北田具房將家督讓給信長次子織田信雄。他还平定了三好、松永等南近畿勢力。不久之後，織田信長在近江興建安土城，作為織田政權的象徵。天正三年（1575年），武田勝賴率軍攻擊三河長篠城，與織田、德川聯軍在三河設樂原展開交戰。由于织田一方大量使用了火绳枪并创造性地采用了“三段击”的战术，造成武田家折損諸多重臣。長篠之戰使武田家走向衰落，導致後者於1582年灭亡。
武田家衰亡後，信長以近畿為核心，向四周快速擴張。天正十年（1582年）6月2日，织田家家臣明智光秀被信长派去支援攻略西國中國地方的總大將羽柴秀吉，途中借住宿京都本能寺之夜突然叛变，信長和嫡長子織田信忠先後戰死。是为本能寺之变。
事件发生时，羽柴秀吉正在中国地方与毛利家作战。得知光秀叛變後，在5天之內急行軍約200公里（史称中國大返還），聯合織田家其他重臣擊敗明智光秀，是為山崎之戰，亦稱天王山之戰。在決定織田家繼承人的清洲會議上，秀吉支持信忠之子織田秀信繼位。日後，秀吉逐步擊敗反對他的其他織田家舊臣。最终，織田信長建立的基業，基本上被羽柴秀吉完全繼承。
天正十二年（1584年），織田信雄和德川家康聯合對抗羽柴秀吉，小牧、長久手之戰爆發。家康取得勝利，但是秀吉通過一系列外交策略，籠絡了家康。秀吉還在石山本願寺的舊址上建築居城——大坂城。天正十三年（1585年）擔任關白一職，次年獲賜豐臣之姓，並就任太政大臣，奠定豐臣政權。通過紀州、四國和九州征伐，西國大名長宗我部氏、島津氏歸降。天正十八年（1590年）在小田原之戰中消滅了後北條氏，并使東北大名降服，完成統一日本的壯舉，此战役后全日本各大名皆臣服于丰臣政权，自应仁之乱后第一次全国统一，开啟了安土桃山时代和平时期。第二年，秀吉將關白一職讓與養子豐臣秀次，被稱为太閤，以世襲的方式宣示豐臣政權的穩定。政治上通過太閣檢地、兵農分離、惣无事令等政策，為之後江戶幕府的發展做了一定的鋪墊。

### 桃山时代，二攻朝鮮
文祿元年（1592年），太閤豐臣秀吉為了平息國內土地不足分封的問題，決定出兵攻打明朝。秀吉向朝鮮提出「假道入明」的請求，遭到朝鮮國王拒絕。於是，秀吉決定先併吞朝鮮，再入侵明朝。同年4月，秀吉派遣16萬軍人前往朝鮮，文祿之戰因而揭開序幕。日軍在戰爭初期處於優勢，只花一個月便攻陷朝鮮首都京城（今韓國首爾）、驅逐朝鮮國王李昖。李昖為了擊退日軍，遣使向宗主國明朝求援。明朝很快便派出軍隊趕赴朝鮮救援。這段期間朝鮮各地出現義軍抗戰，其中郭再祐、高敬命的抗戰大大激發了朝鮮軍隊之士氣。文祿二年（1593年）1月，明朝、朝鮮聯軍以辽东提督李如松為首擊退日軍將領小西行長，收復平壤，雖在碧蹄館之戰因寡不敵眾被日本將領立花宗茂、小早川隆景擊退，但後來日軍因為宇喜多秀家為首轉攻幸州山城時遭遇朝鮮將領權慄的抵抗，損失十分慘重。另一方面，李如松改變策略，焚燒日軍糧庫，日軍被迫退至釜山。除此之外，朝鮮水軍名將李舜臣亦率領朝鮮水軍擊退日本水軍，日軍在海陸受挫的情況下被迫和明朝議和。文祿四年（1595年），文祿之役在兩方議和下結束。
慶長二年（1597年），秀吉再次出兵攻打朝鮮，慶長之役開始。同年2月，明朝再次出兵支援朝鮮，首以明末名將麻貴，與日軍加藤清正等人在蔚山交戰。朝鮮水軍在開戰初期被日軍擊潰，迫使朝鮮再次起用李舜臣抵抗日軍。李舜臣在鳴梁海戰中擊敗日軍主帥來島通總，使局勢開始扭轉。在兩軍對峙之際，慶長3年（1598年）7月，太閤秀吉在京都伏見城病逝。日軍在五大老的決議下開始撤退。同年11月，明、朝鮮聯軍又於露梁海戰截擊大敗日軍，雖然李舜臣在與島津義弘交戰中中彈而亡，日軍因為遭受重大損失，最終退兵撤退回國，慶長之役結束。文祿・慶長之役中，豐臣氏及參與戰鬥的大名消耗了極大的財力，而德川家康由於留守日本本土，並未參戰，因此實力得以保存，為之後取代豐臣氏奠定了基礎。

### 關原合戰，元和偃武

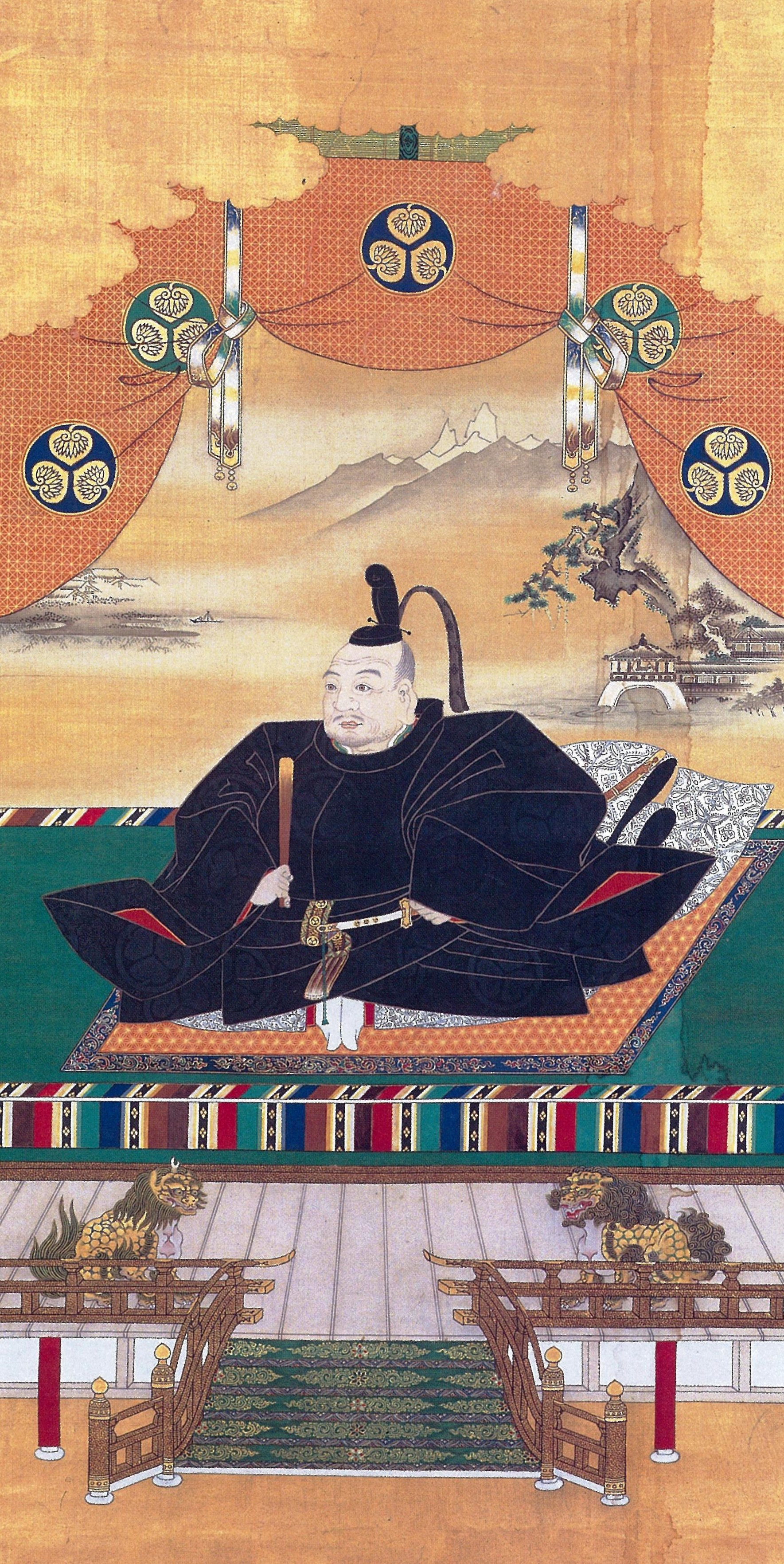
德川家康

展現關原之戰（1600年）的屏風繪畫

慶長三年（1598年），豐臣秀吉病逝於京都伏見城，其幼子豐臣秀賴繼任家督，全日本頓時陷入混亂。自朝鮮半島撤兵回國的豐臣氏諸將由於各自利益的問題，對以石田三成為首的五奉行大表不滿，甚至試圖起兵暗殺。另一方面，五大老之首德川家康私結諸侯，任意分封領地，激起其餘四位大老的不滿。慶長4年（1599年），四位大老中最有影響力的前田利家病逝，豐臣家臣與德川家康關係迅速惡化。慶長5年（1600年），也就是秀吉死後兩年，德川家康因上杉景勝家老直江兼續的訴狀《直江狀》，起兵征討上杉景勝，是為會津征伐。
豐臣家重臣、五奉行之一的石田三成認為德川家康違反私戰禁令，召集各地大名於大坂城發表《內府違反條文》，隨即起兵討伐德川氏。德川家康則將上杉戰事交給次子結城秀康，自己則率領大軍與支持他的豐臣武將回師應對石田三成。慶長5年（1600年），兩軍主力最後在近江一帶進行了決定日後天下形勢的關原之戰。開戰之初，以石田三成為實質領導（名義上的統帥則為毛利輝元）的西軍攻勢凌厲，打得以德川家康為領導的東軍喘不過氣來。可是到了大約中午時分，家康下令以火槍隊向其事前已收買、但是在戰場上按兵不動的西軍大將小早川秀秋射擊，迫使他與吉川廣家等西軍大將陣前倒戈，直逼西軍主陣。至此戰況急轉直下，西軍從稍占優勢轉為完全潰敗。在日落之前，這場大戰便以東軍大勝告終。幾天後，石田三成被捕，他與小西行長以及安國寺惠瓊三人作為首要戰犯被處決，德川家康實質上取代了豐臣氏的政權。
慶長八年（1603年），德川家康受後陽成天皇詔封為征夷大將軍，江戶幕府正式成立。是要確立地位是高於關白豐臣秀賴，但隨著豐臣秀賴年紀漸長，豐臣氏對德川家康的不滿之聲也越來越大。豐臣氏財力漸豐，大有重振旗鼓之勢，而且身為五大老的德川家康毅然不顧兩家密切的聯姻關係，決心斬草除根。慶長19年（1614年），德川家康以豐臣家重建的《方廣寺梵鐘銘文》中出現的文句（「國家安康，君臣豐樂」）為藉口，指責豐臣家有詛咒自己的意思（銘文上家康二字被拆开，家康認定豐臣氏詛咒自己人頭落地），脅迫秀賴退出大坂城、交出其母淀殿並將她作為人質送到江戶城。對此要求，豐臣家斷然拒絕，並積極召集浪人與流亡大名約11萬人，同時亦儲備糧食準備長期與德川對抗。德川方亦發出動員令，輕易地召集了二十多萬大軍對大坂城進行包圍。可是由於豐臣方的積極抵抗，特別是名將真田幸村、後藤基次等人的指揮，再加上大坂城城防坚固，德川方進展緩慢。後來，德川家康利用大砲轟擊大坂城的天守閣，以威懾居住其中的豐臣氏。之後，德川家康又假意求和，以大坂城填埋外護城河作為和談條件。可是在和談進行的過程中，德川家康突然出動數萬人在一夜之間不但把外護城河填平，就連二城、三城甚至內護城河也悉數破壞。大坂冬之陣在大坂城城防要塞完全被解除的情況下結束。次年5月，德川家康再度出動軍隊討伐大坂城，這次史稱大坂夏之陣的戰役最終攻陷大坂城，秀賴母子自殺，豐臣秀賴之幼子國松亦遭斬。通過大坂冬、夏之陣，德川家康完全消滅了豐臣氏勢力，結束了自應仁之亂以來混亂的戰國局面，史稱“元和偃武”。而德川家康亦於翌年逝世。
注：信長時期（1568－1582）、秀吉時期（1583－1599）、家康時期（1600－1615）（《日本戰國風雲錄》，洪維楊）

## 勢力

### 織田氏
崛起於室町時代，代代在尾張國擔任三管領之一斯波氏的守護代。下剋上的風氣令織田氏推翻斯波氏统治尾張，織田氏家督織田信長透過長年征戰成為擁有當時全國最廣，足以統一全日本，領地橫跨20多國的大名，1582年於本能寺之變中，织田信長遭家臣明智光秀謀叛，在本能寺中切腹自盡；繼承人織田信忠也在判斷無法逃脫後自害身亡，本能寺也化为熊熊烈火。信長死後，打下的根基被重臣豐臣秀吉繼承。

織田氏家紋
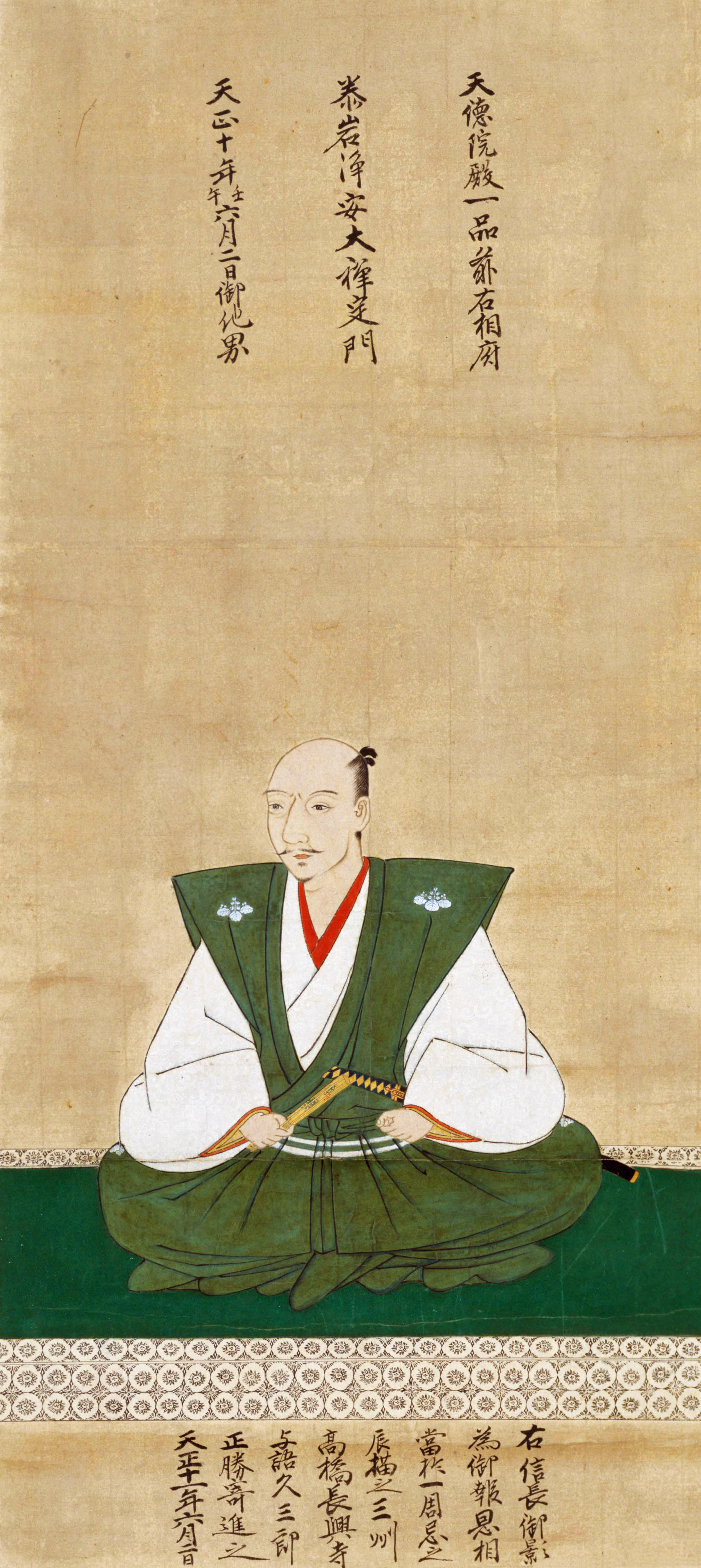
「第六天魔王」織田信長（三英傑之一）
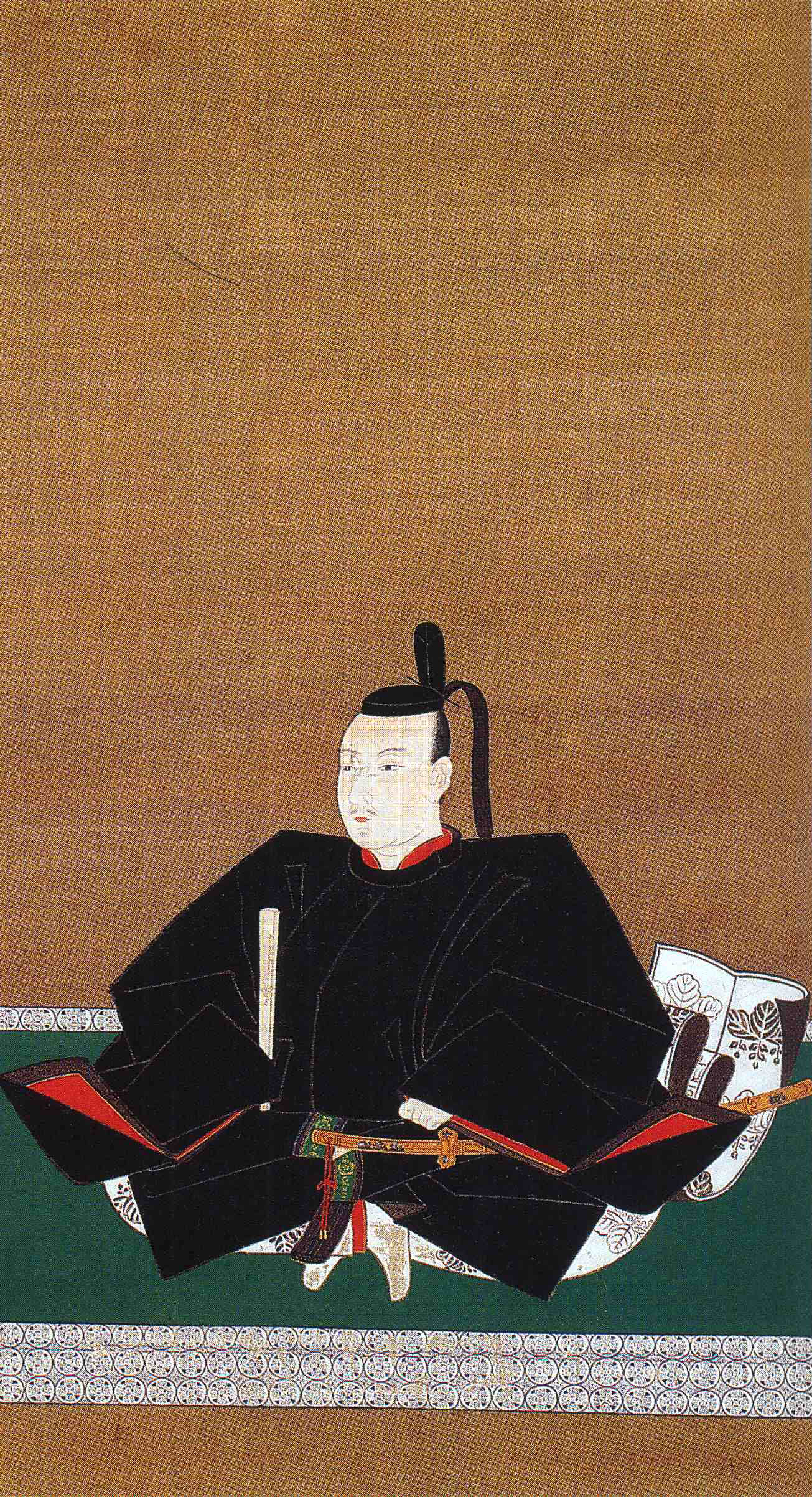
織田信忠

### 豐臣氏（羽柴氏）
豐臣氏家祖羽柴秀吉原是尾張國愛知縣中村內一位農民之子，後來加入織田軍成為足輕，被織田信長重用。織田信長死後運用其出眾之手腕及政治力量，擊敗信長之直系子孫及織田家中其他重臣，繼承信長的地位，於其基礎上建立豐臣政權。1585年就任關白，並獲賜姓“豐臣”。後來擊敗全國其他大名，統一日本。1598年秀吉死後，其子秀賴年幼繼位成為關白，1615年豐臣政權被原降伏於其旗下之重臣--「五大老」之首的德川家康推翻，日本重新統一。

豐臣氏家紋
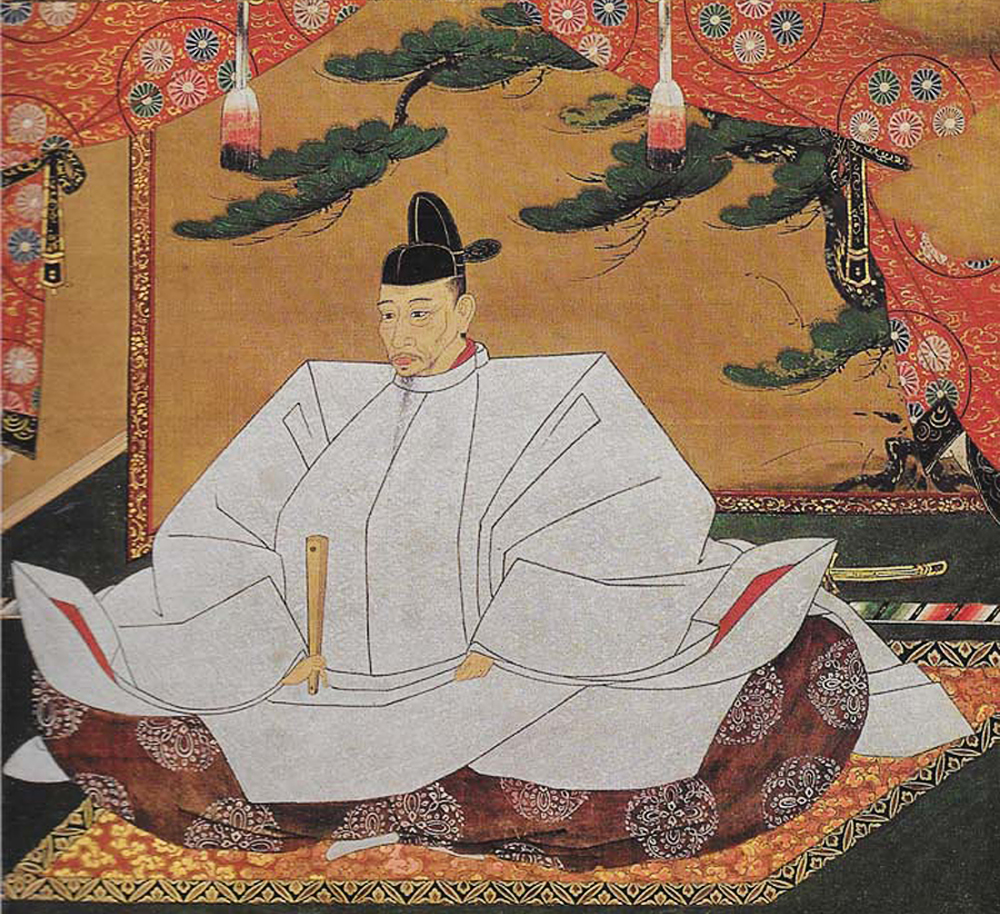
「豐太閤」豐臣秀吉（三英傑之一）
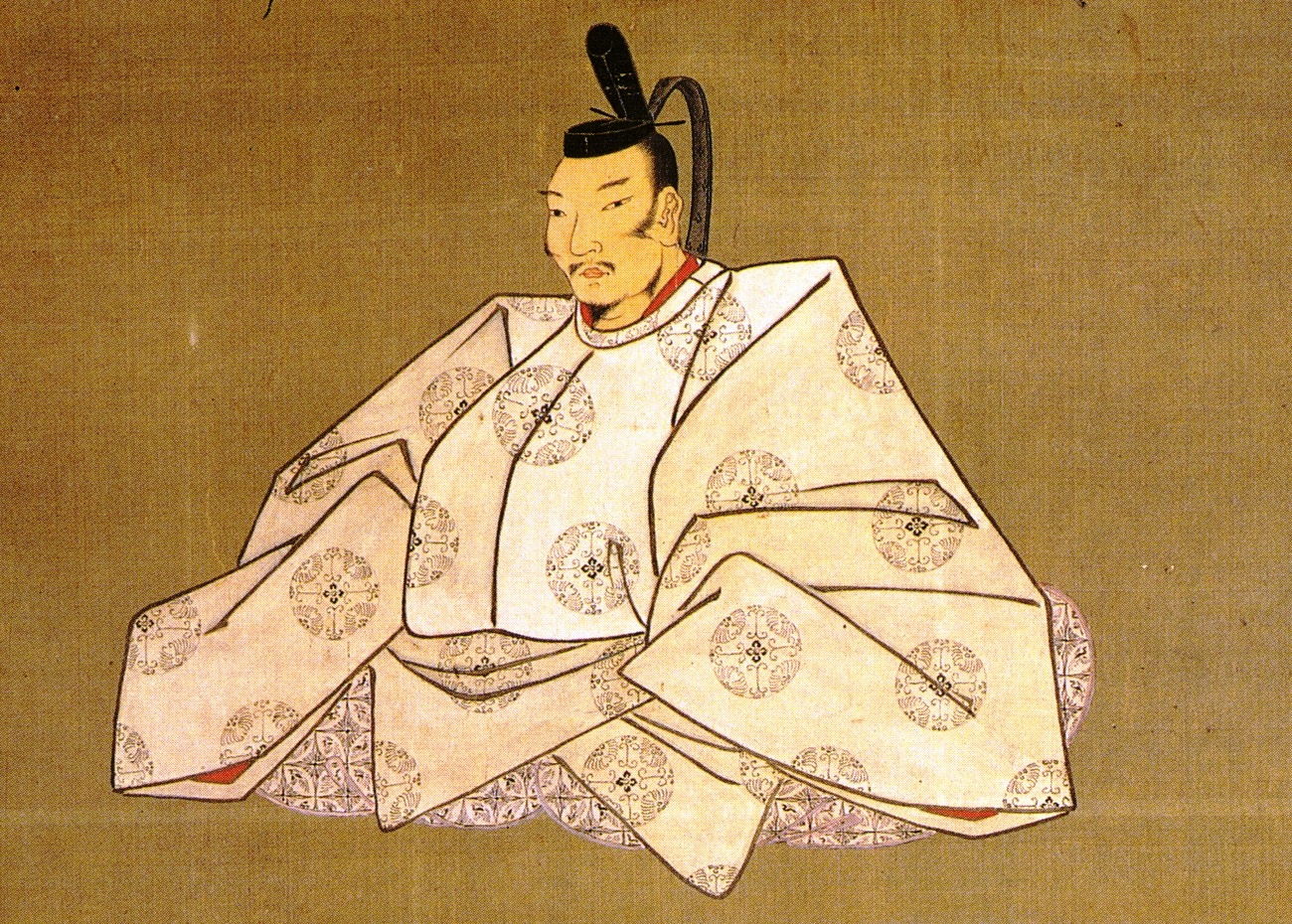
豐臣秀次
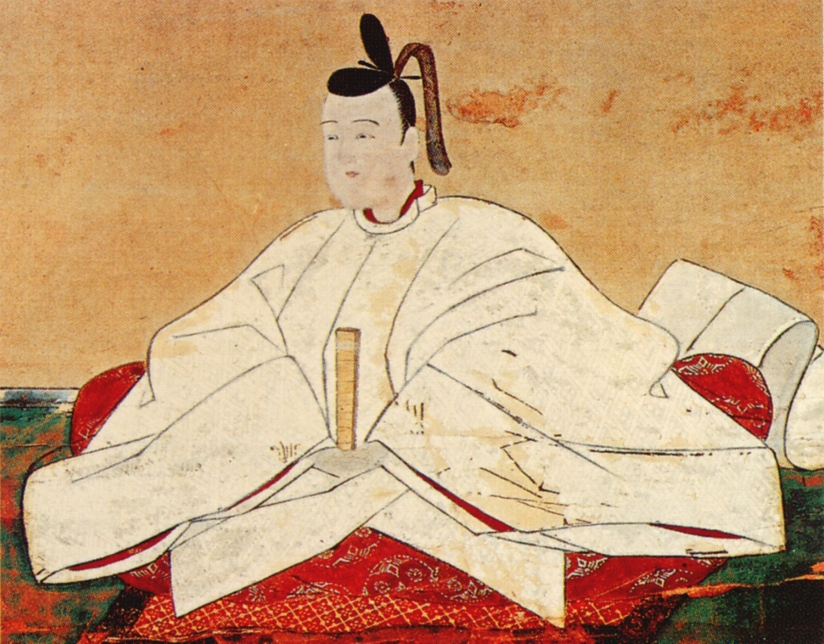
豐臣秀賴

### 德川氏（松平氏）
代表人物德川家康。佔領三河國的家族，原臣服於今川氏。今川義元被織田信長擊敗後獨立，並與織田信長結盟。信長死後臣服於豐臣秀吉，成為五大老之一。1598年秀吉死後，由於關原之戰勝利，於1603年取得征夷大將軍的稱號，實力增強，與豐臣氏出現矛盾，1615年推翻豐臣氏，開創長達250年以上的江戶幕府，結束長達一個半世紀的战国时代。

德川氏家紋
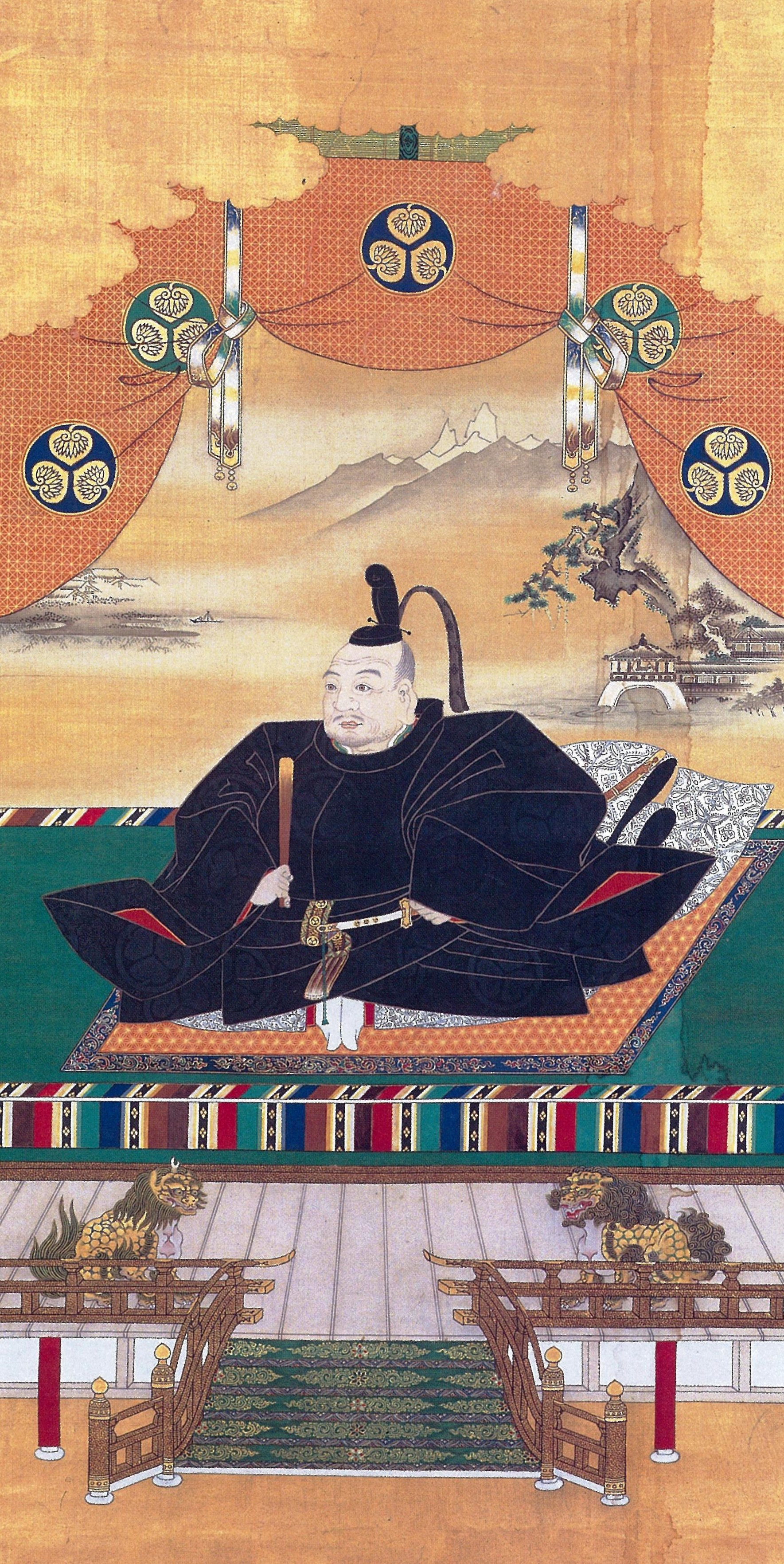
「東照大權現」德川家康（三英傑之一）
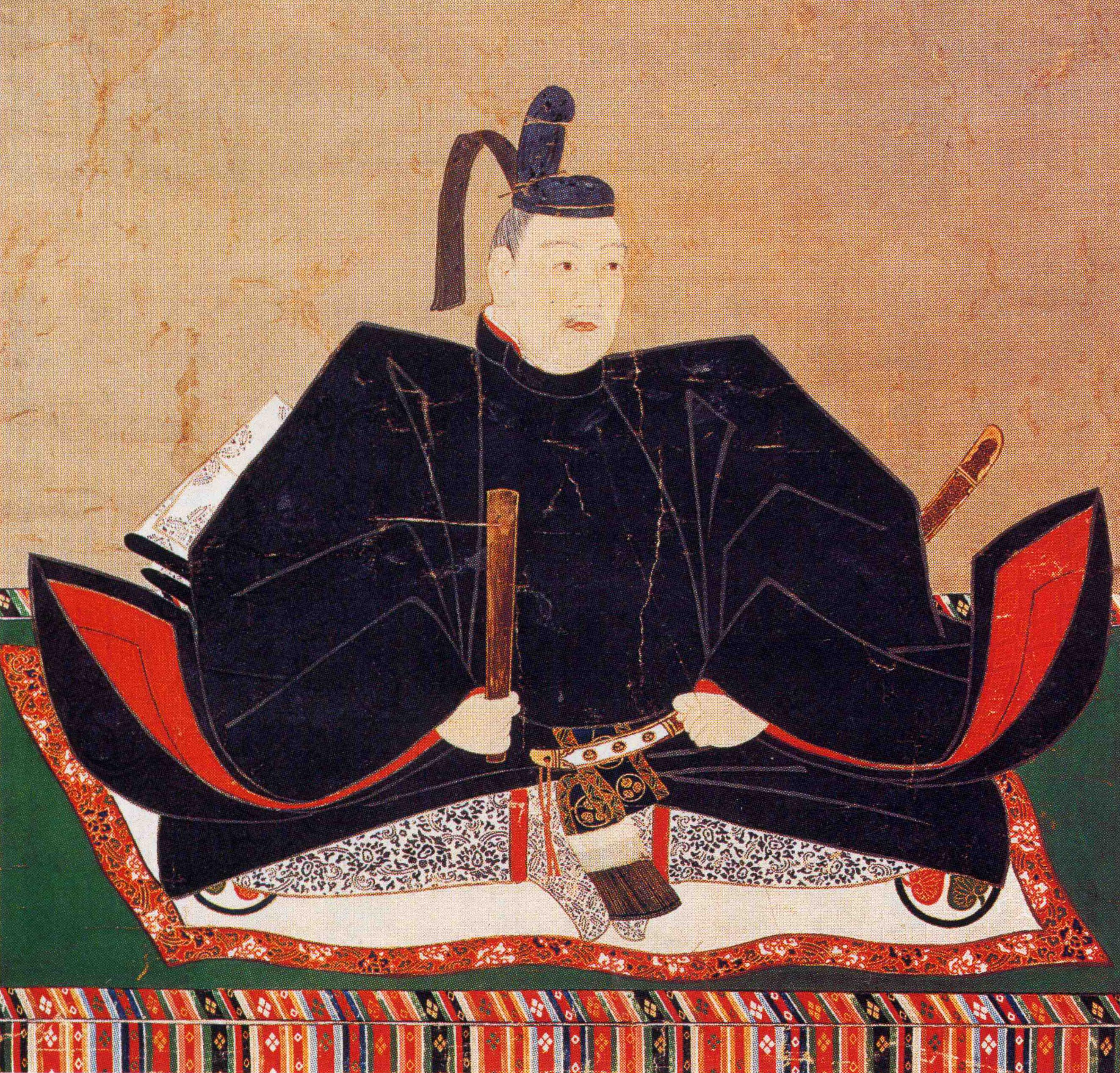
「二代將軍」德川秀忠
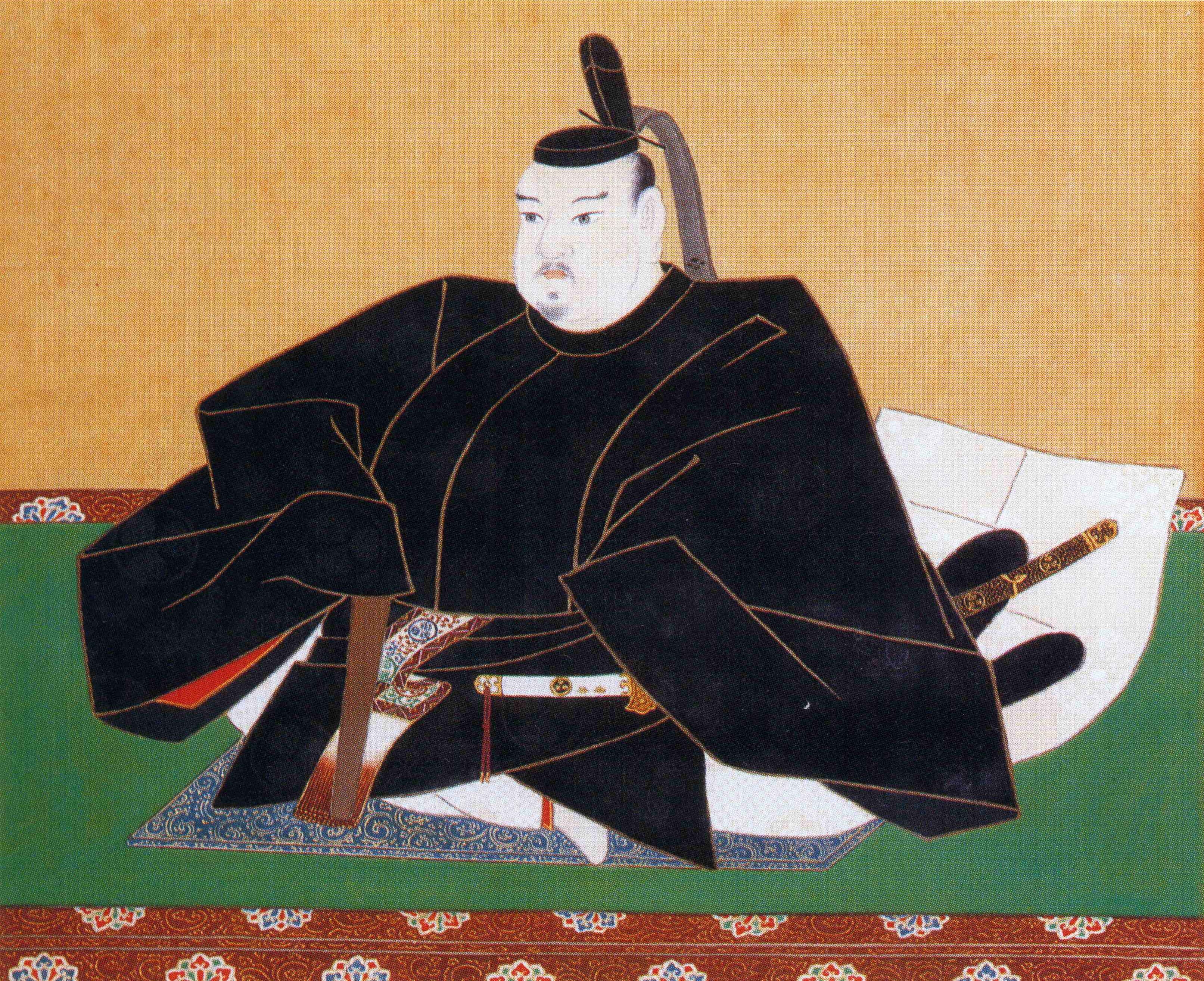
「三代將軍」德川家光

### 今川氏
平安時代豪族源氏後人，在今川義元帶領下佔領駿河國、遠江國、三河國，今川義元起兵上洛期間被織田信長阻止，戰役中今川義元戰死，留守本國的家臣無法維持統治，三河國的松平氏（德川氏）獨立，武田軍及北條軍先後入侵，今川勢力滅亡。

今川氏家紋
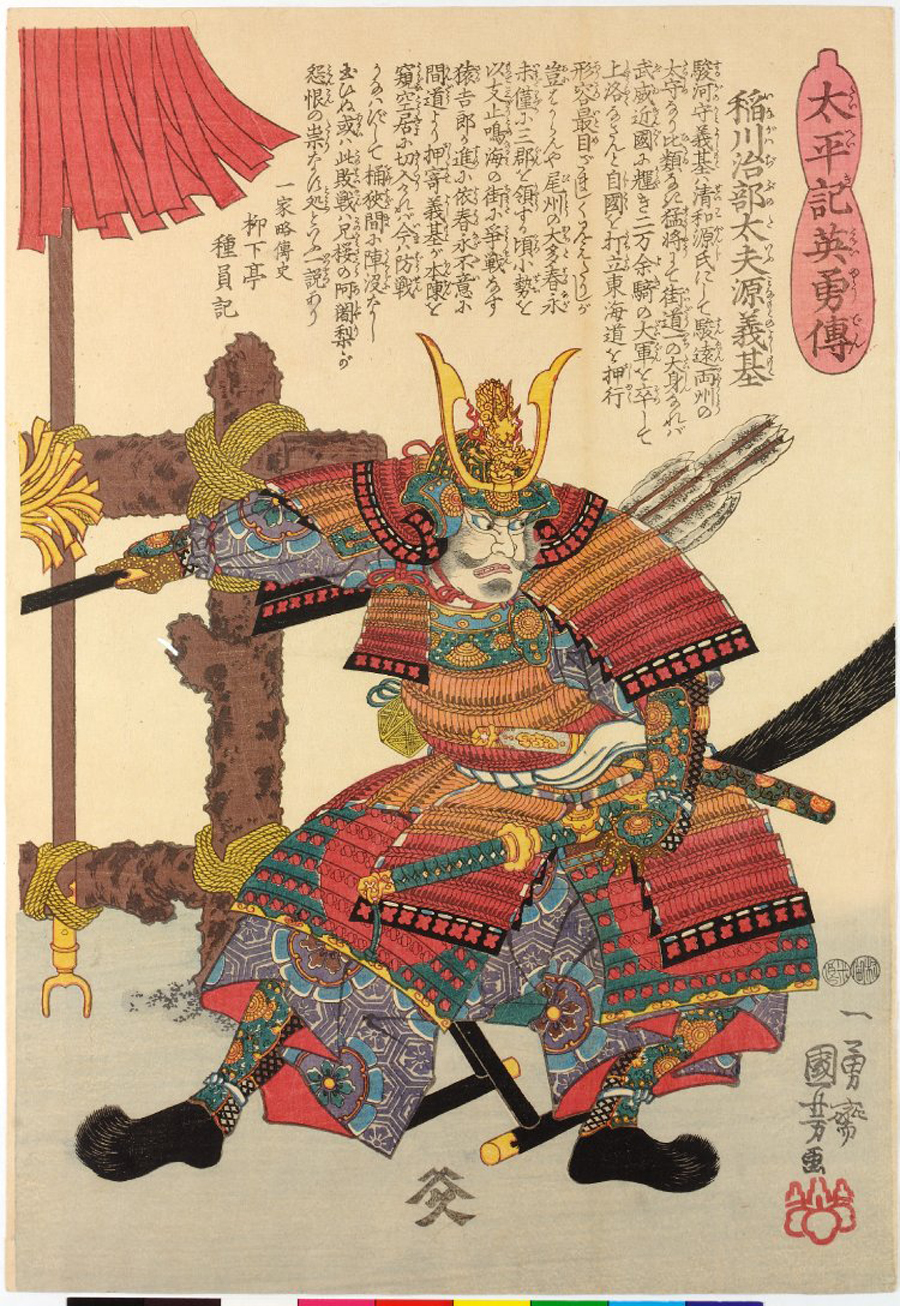
「東海道第一弓」今川義元

### 後北條氏
京都御家人伊勢盛時（北條早雲）因解決今川氏親繼承家督問題，因功受封領賞，以伊豆國為據點發跡邁向大名。最大勢力版圖時佔有伊豆國、相模國、武藏國、下總國和上野國，稱霸關東平原。後來因沒有遵守豐臣秀吉的停戰命令被豐臣軍入侵，北條氏政開城投降，後北條氏勢力滅亡。

後北條氏家紋
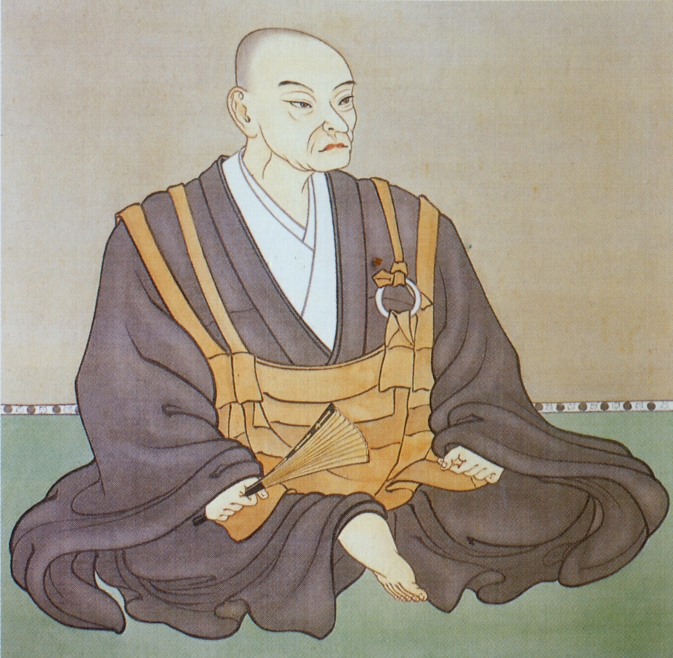
「早雲庵宗瑞」伊勢盛時（北條早雲）
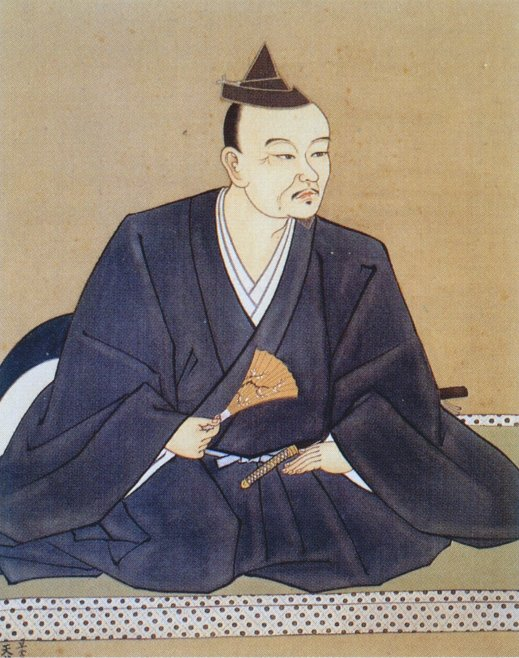
北條氏綱
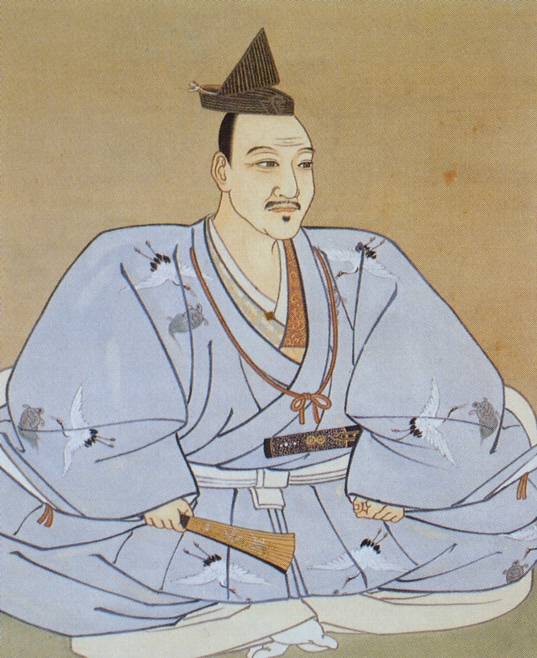
「相模之獅」北條氏康
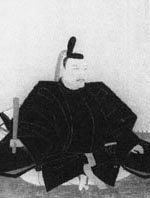
北條氏政
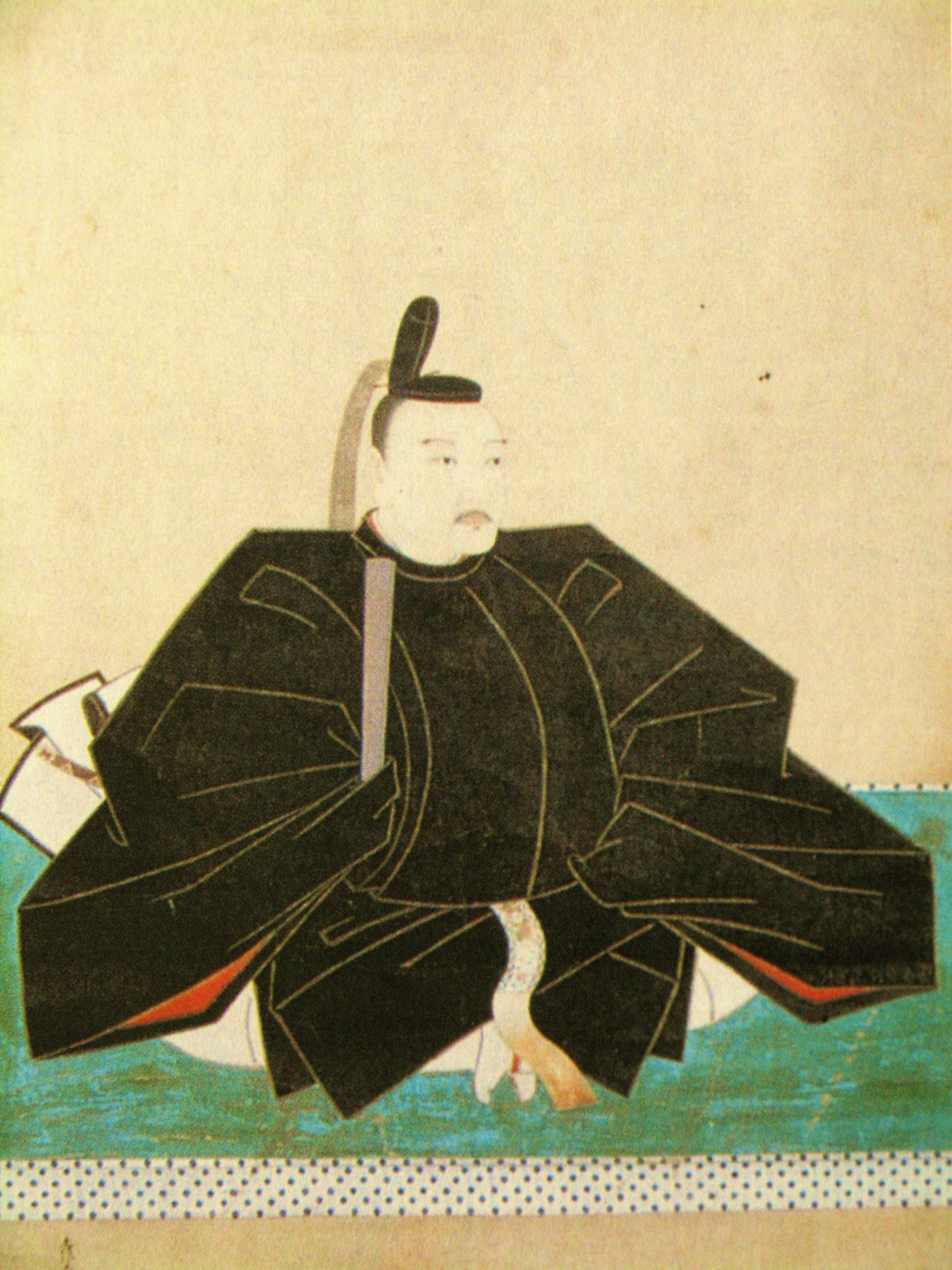
北條氏直

### 武田氏
平安時代豪族源氏後人，甲斐武田家家督武田信玄帶領下勢力大增，佔領甲斐國、信濃國、駿河國、西上野國及部份美濃國、遠江國、三河國、飛驒國地區。信玄死後勢力大減，在織田軍入侵下末代家督武田信勝及武田氏陣代武田勝賴自殺，武田勢力滅亡。

武田氏家紋
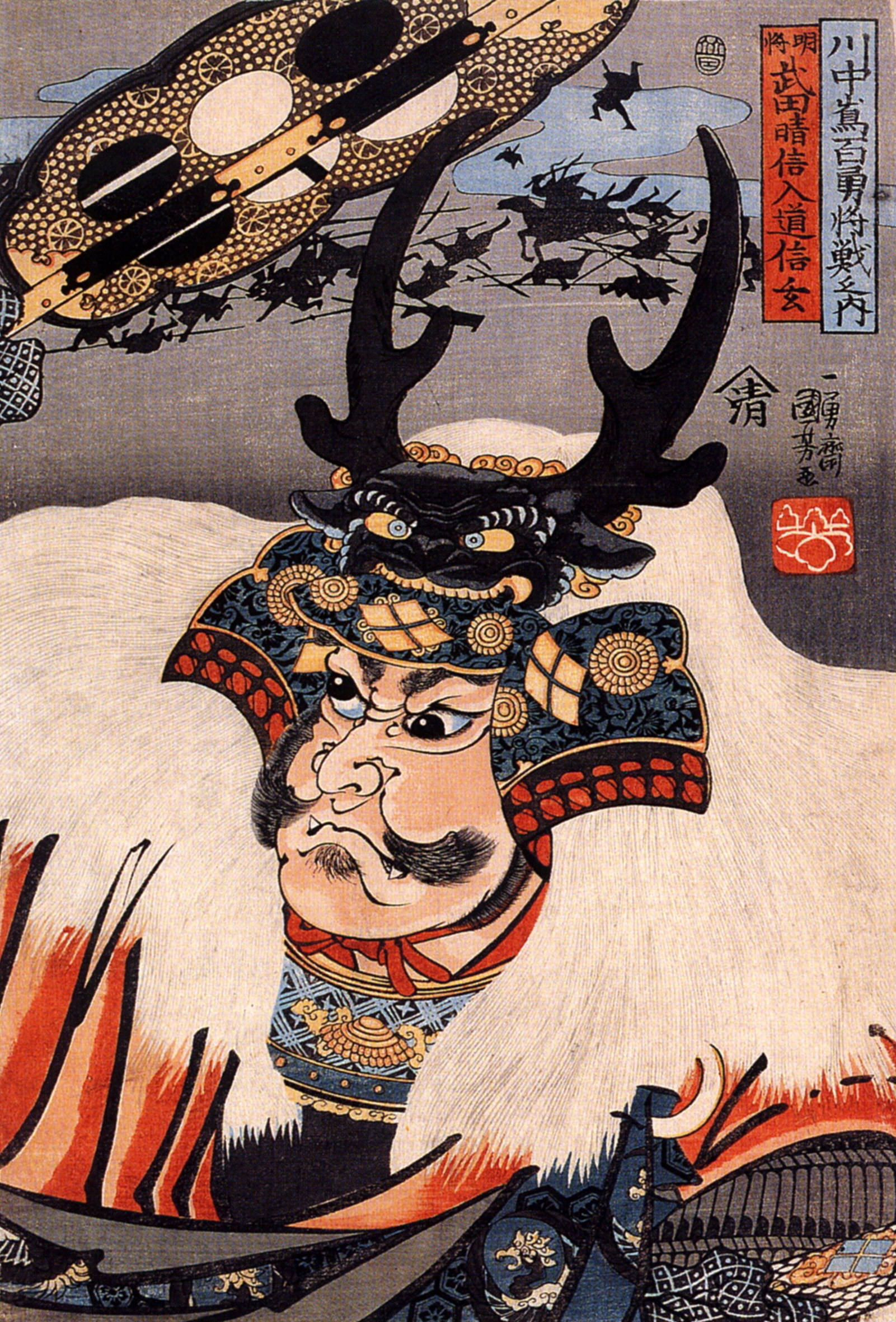
「甲斐之虎」武田信玄
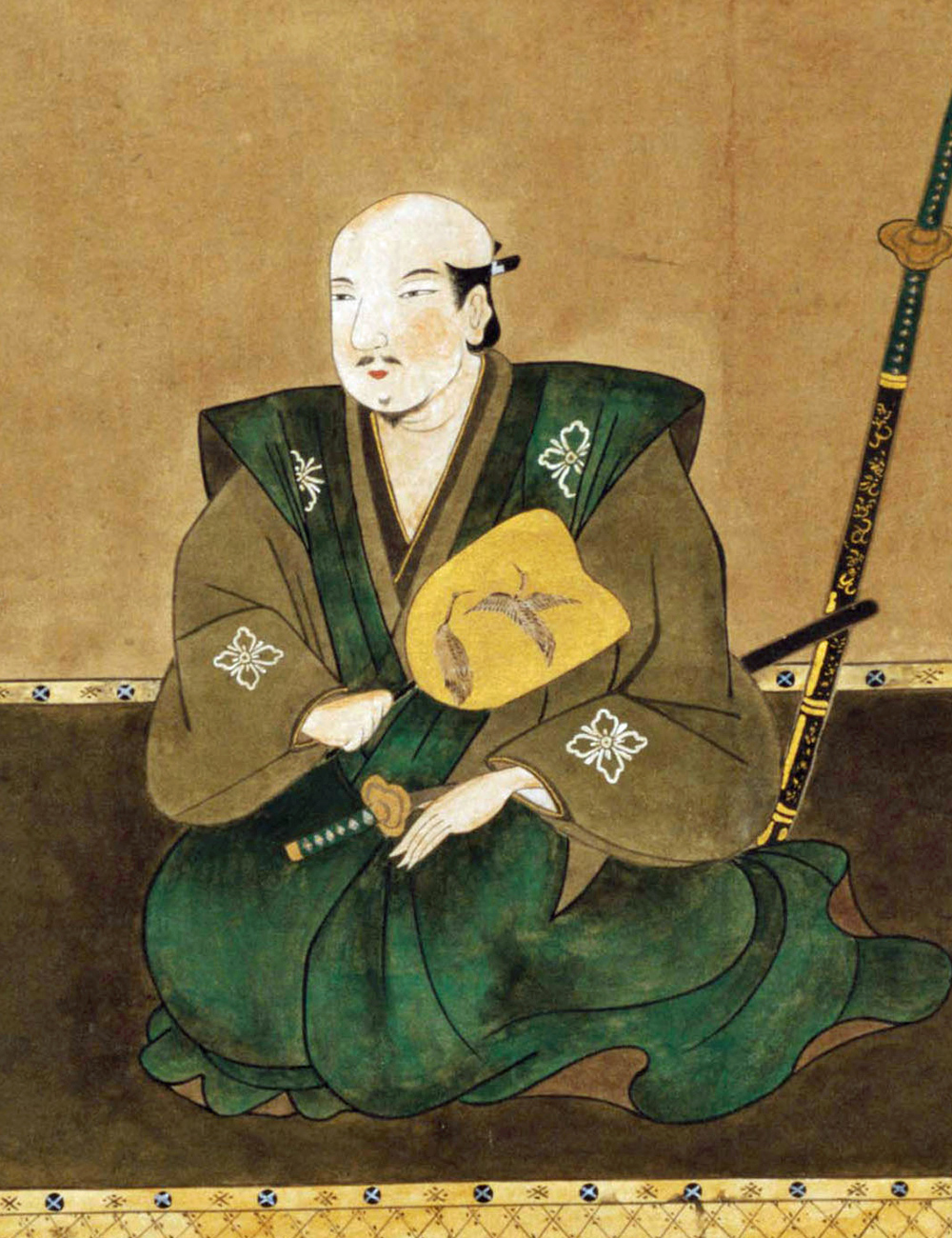
武田勝賴

### 上杉氏（長尾氏）
上杉氏原為公家，室町時代被任命為關東管領的家族。被北條軍（後北條氏）入侵，被迫將家督交給長尾氏，就是上杉謙信。上杉謙信以越後作為根據地向關東發展，謙信死後發生御家騷動，由上杉景勝繼承。織田信長死後向豐臣秀吉投降，並成為五大老之一。秀吉死後發生的關原之戰中支持西軍，戰敗後被減封，建立米澤藩至明治初期。

上杉氏家紋
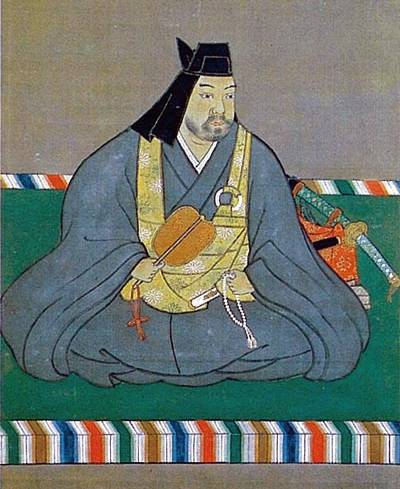
「越後之龍」上杉謙信
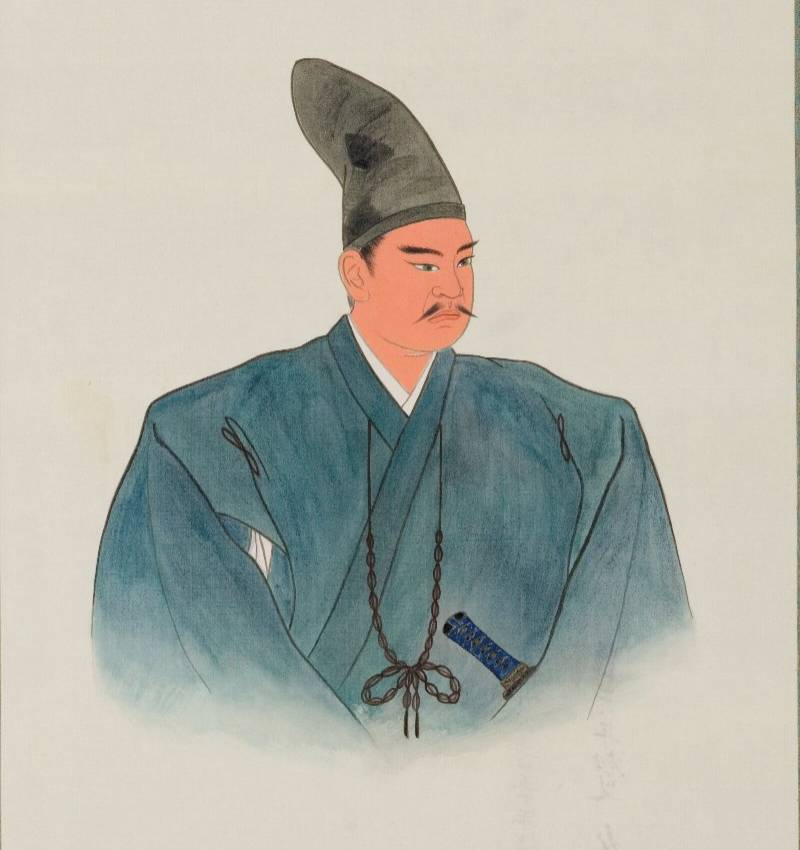
「沉默的武將」上杉景勝

### 淺井氏
淺井氏是藤原北家閑院流正親町三條家的庶流，京極氏的家臣。後來京極氏發生御家騷動，淺井氏成功搶奪近江國北部三郡。因為織田信長攻打淺井氏的恩人朝倉氏，迫淺井氏加入信長包圍網對抗織田信長。被織田軍反攻，家督淺井長政戰敗身亡，淺井氏滅亡。

淺井氏家紋
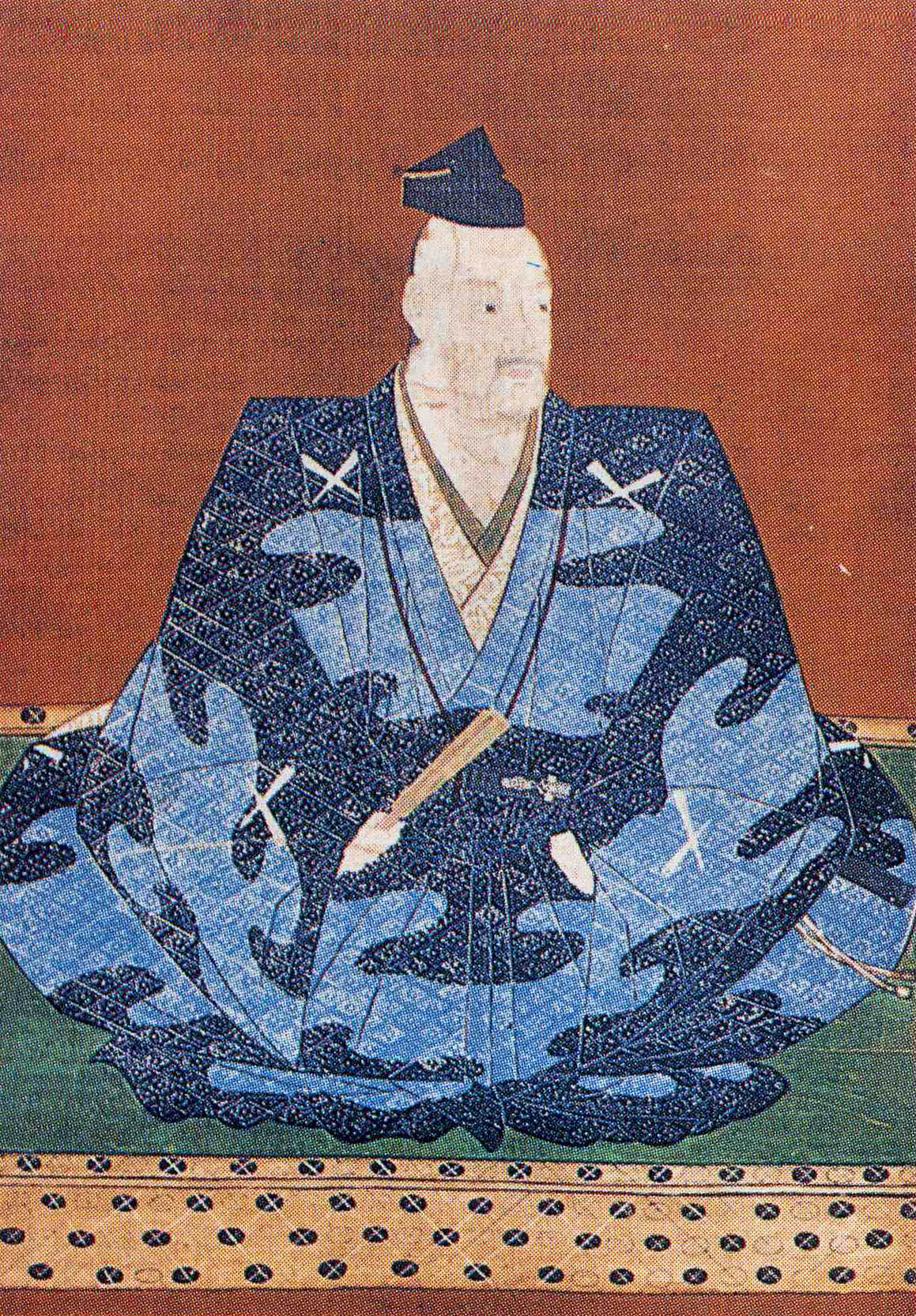
淺井久政
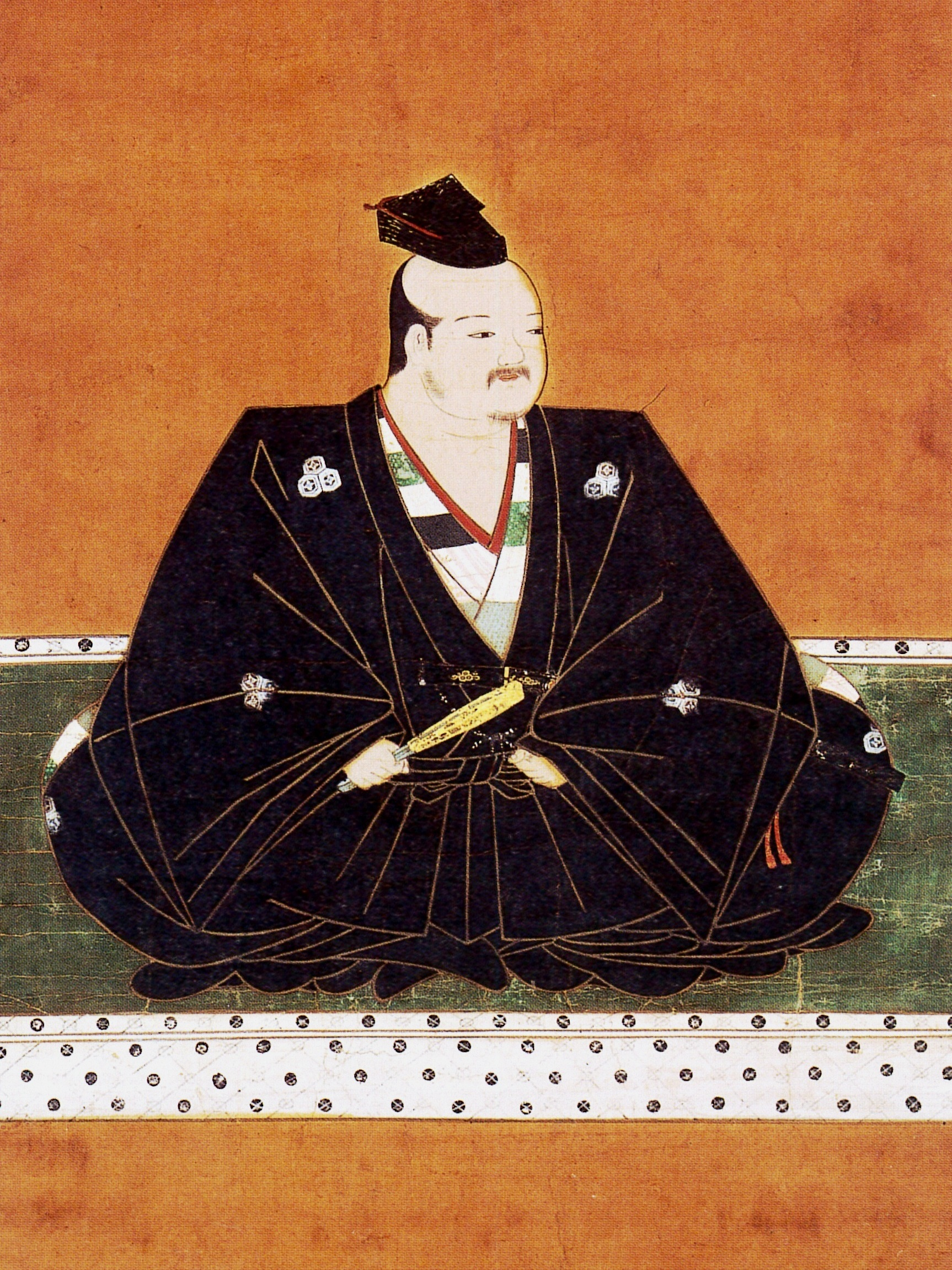
淺井長政

### 朝倉氏
朝倉氏為日本天皇之後人，室町時代是斯波氏家臣。後來朝倉氏與斯波氏不和，不久後獨立，根據地是越前國。加入信長包圍網對抗織田信長，被信長擊敗。信長包圍網因為武田信玄死亡而瓦解，織田軍入侵朝倉、淺井的領土，朝倉、淺井聯軍戰敗。末代家督朝倉義景領兵退守賢松寺，朝倉軍中部份將領倒戈，朝倉軍戰敗。朝倉義景在家臣介錯下死亡，朝倉氏被織田氏吞併。

朝倉氏家紋
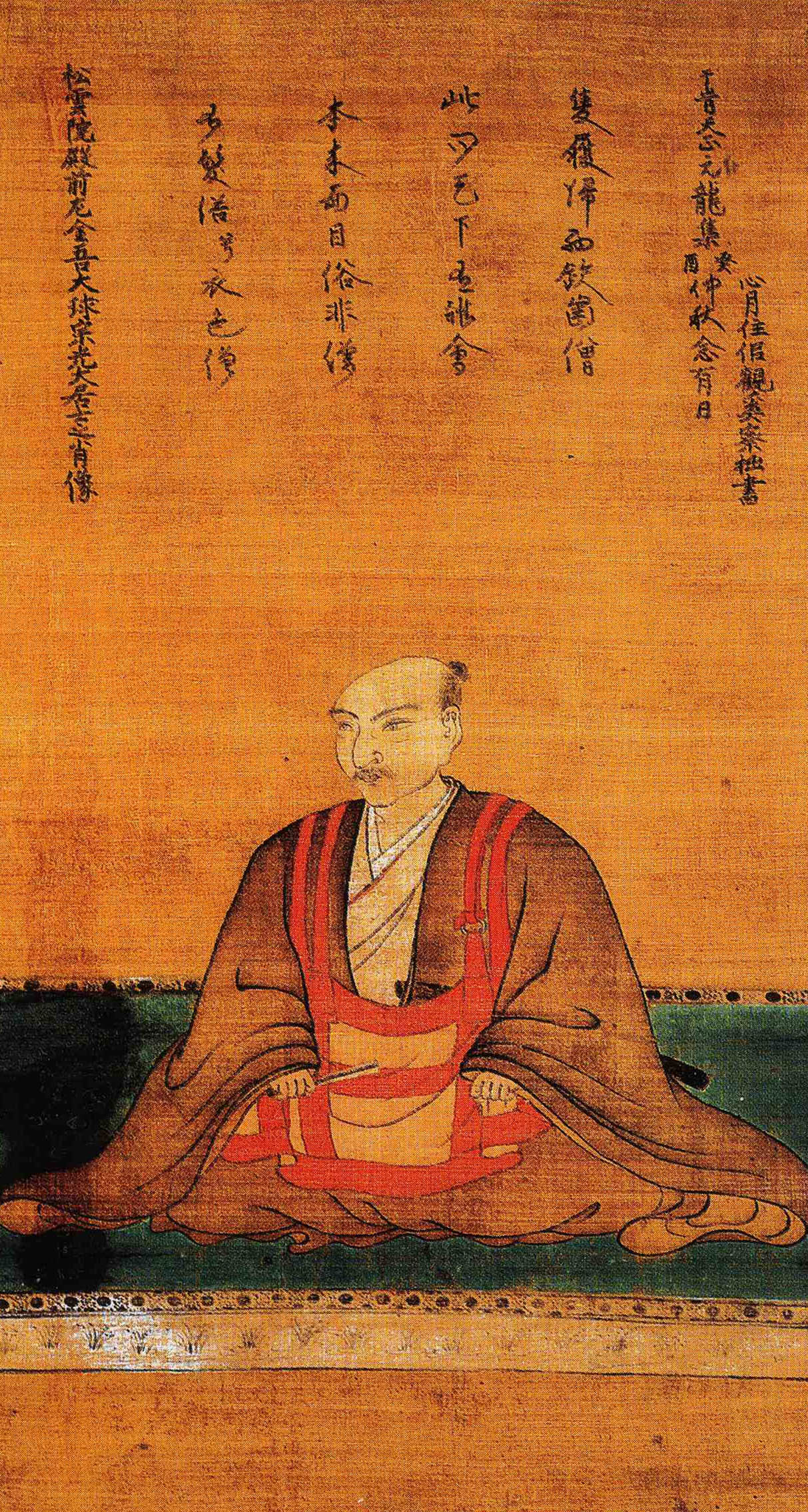
朝倉義景

### 毛利氏
鎌倉時代武將毛利季的後人，後來成為遷到安藝國居住，是當地的土豪。家督毛利元就帶領毛利氏興起，控制中國地區十餘國。後來毛利元就之孫毛利輝元向豐臣秀吉投降，五大老之一。秀吉死後發生關原之戰，並成為西軍名義上的指揮，西軍戰敗後被減封至長門國、周防國，成立長州藩至明治初期。

毛利氏家紋
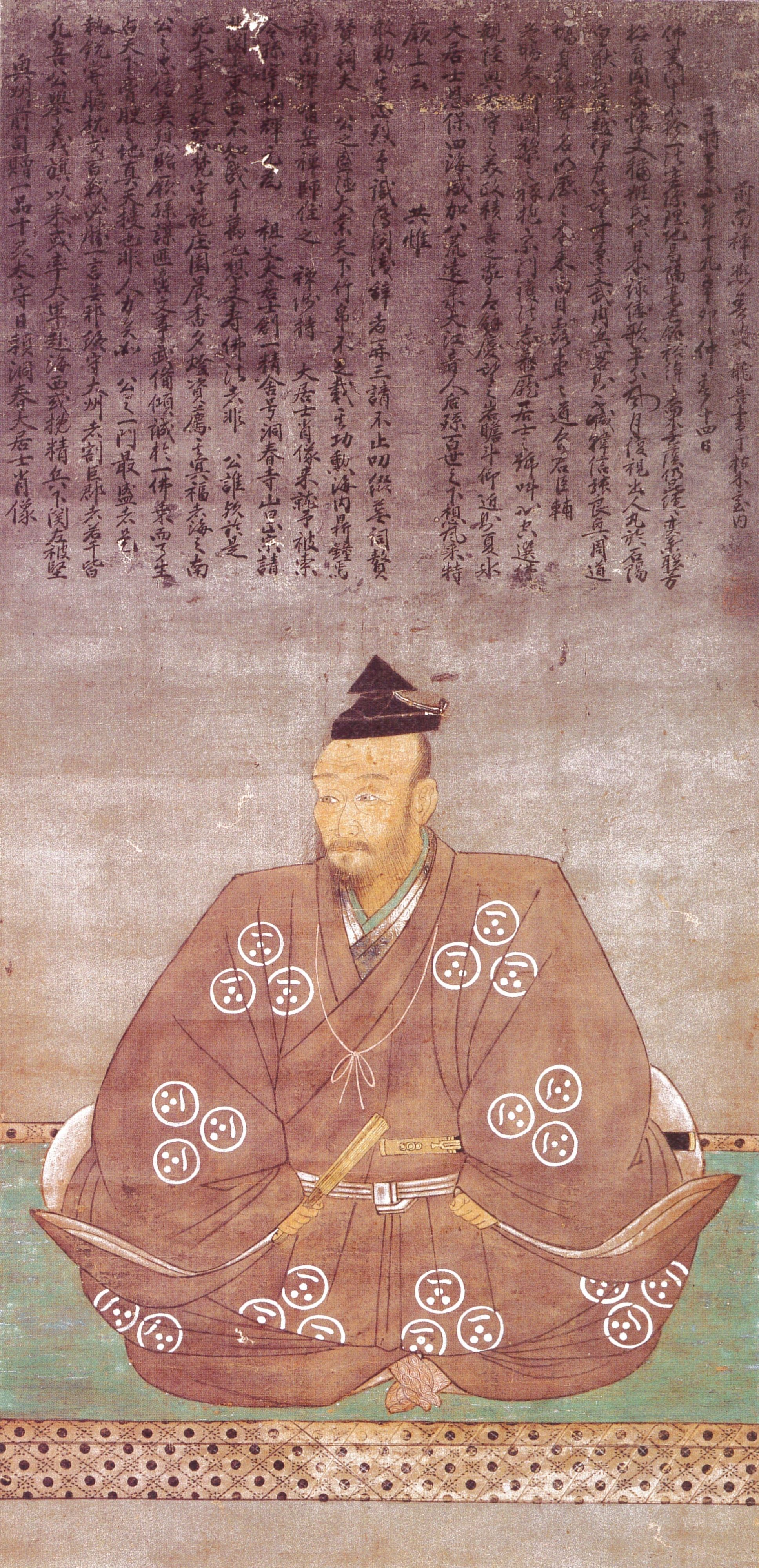
「戰國謀神」毛利元就
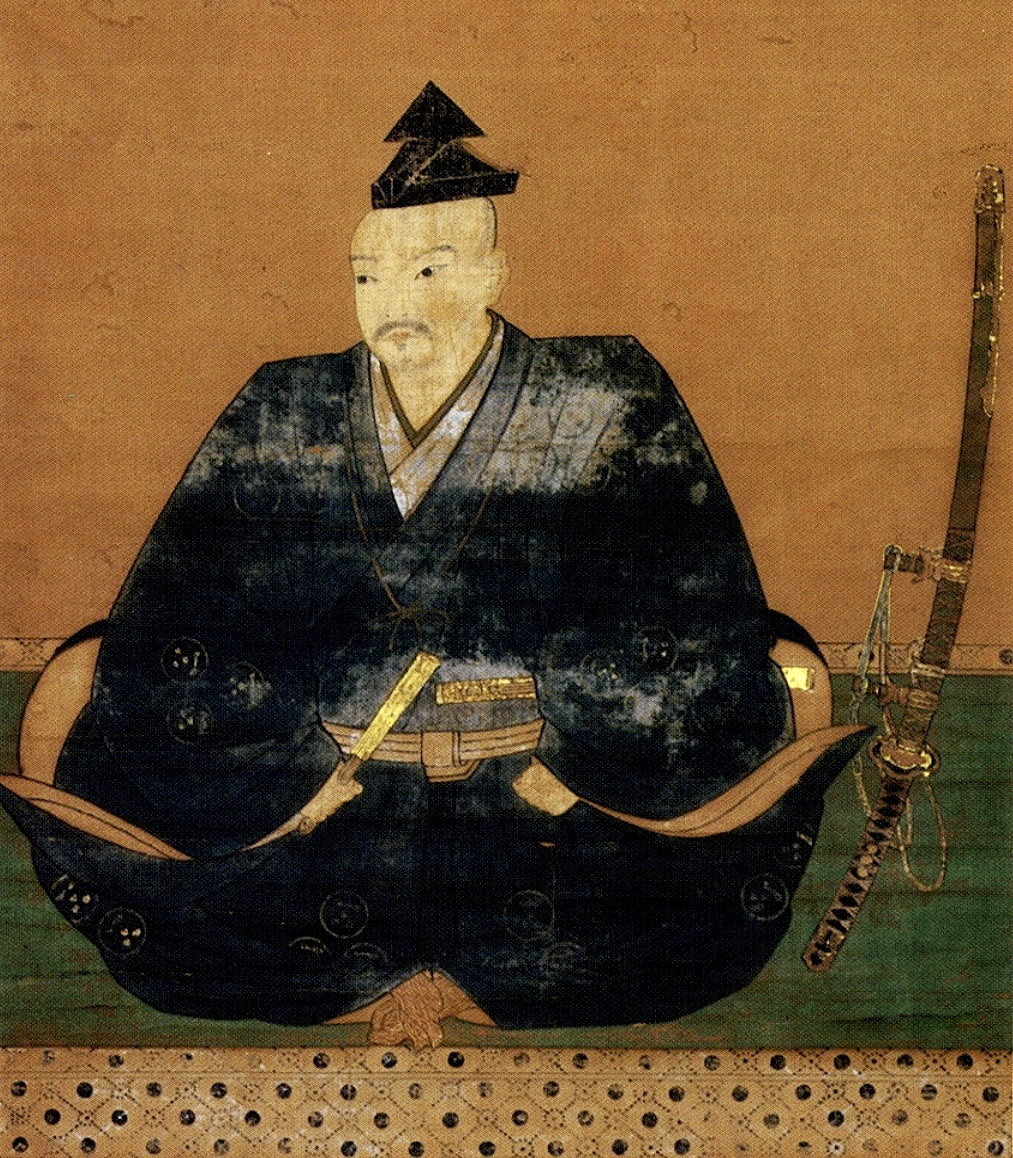
「仁孝的武將」毛利隆元
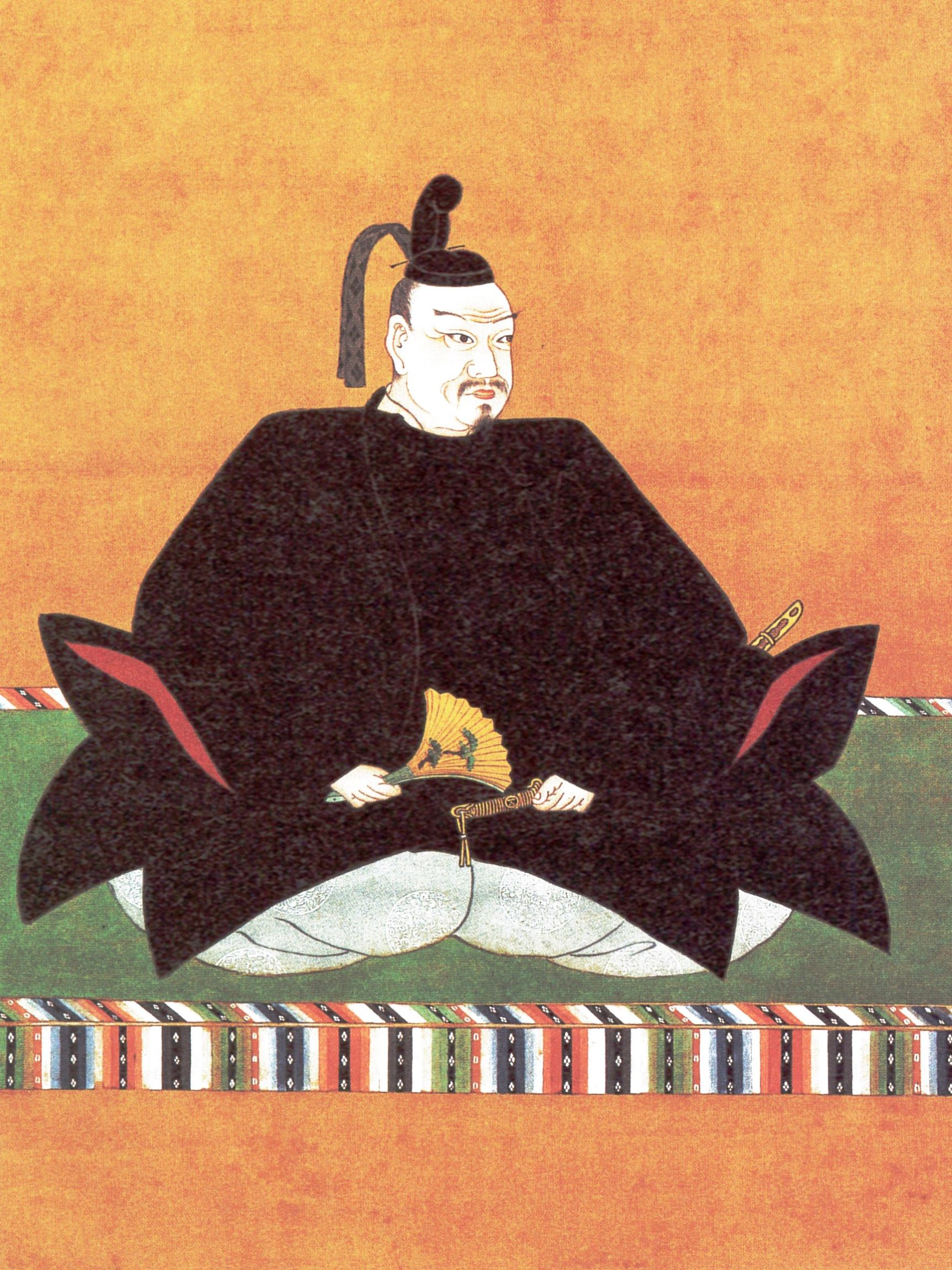
毛利輝元

### 石山本願寺
根據地在石山的佛教僧兵，一向宗教派，在全國發動一向一揆。多次一向一揆後成立多個由一向宗教徒控制自治區，甚至推翻地方大名勢力。被織田信長派兵圍攻多年後顯如決定投降並退出石山，但顯如長子教如依舊死守石山，被信長放火燒山。

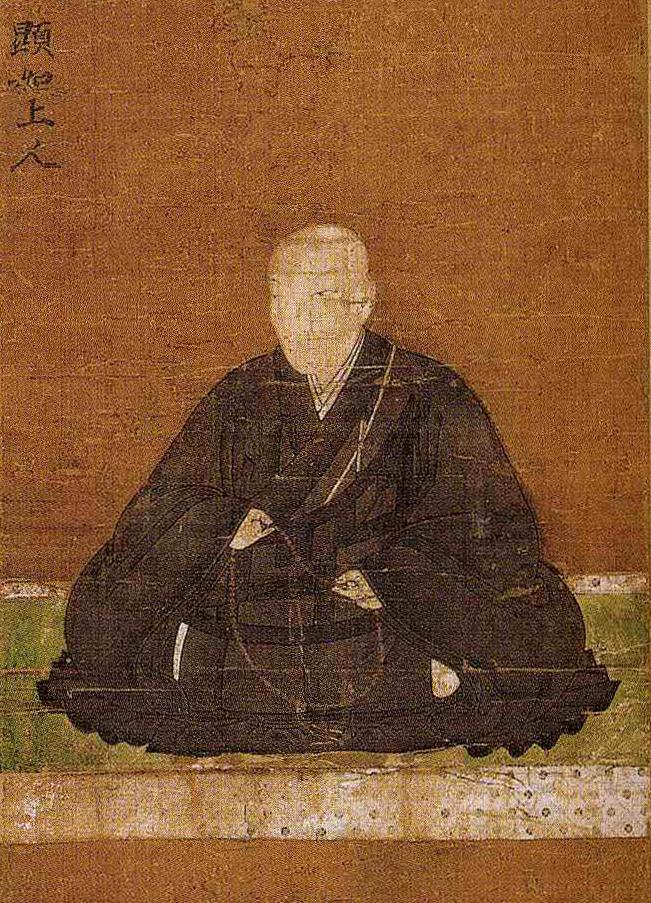
顯如
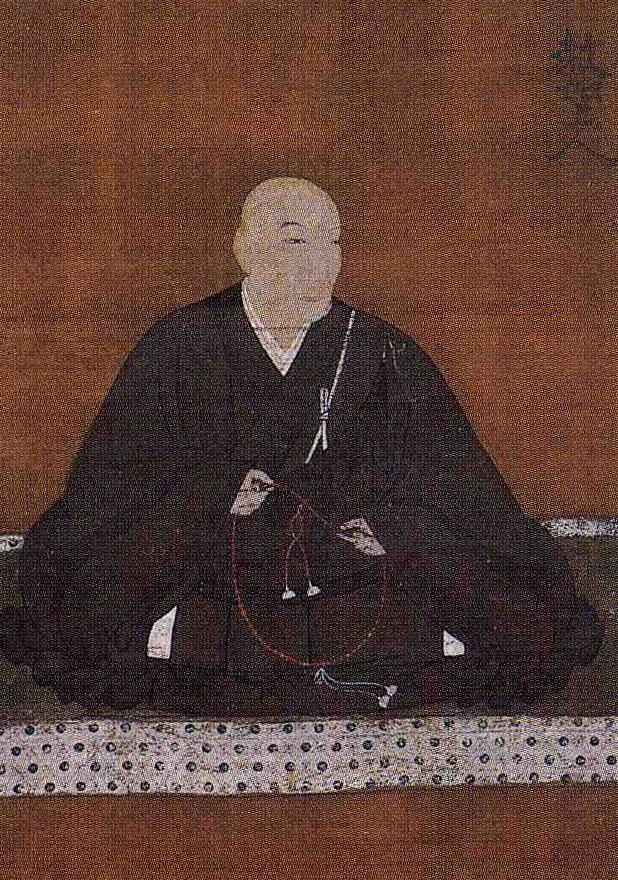
教如

### 伊達氏
伊達氏為藤原氏山陰流之後，東北地區的豪族。家督伊達政宗消滅東北地區多個大名，佔領陸奧國。小田原征伐時臣服於豐臣秀吉，令豐臣秀吉統一日本。關原之戰中支持東軍，戰後原本幕府打算加封至100萬石，但被揭发與一揆軍有關所以被改封，建立仙台藩至明治初期。

伊達氏家紋
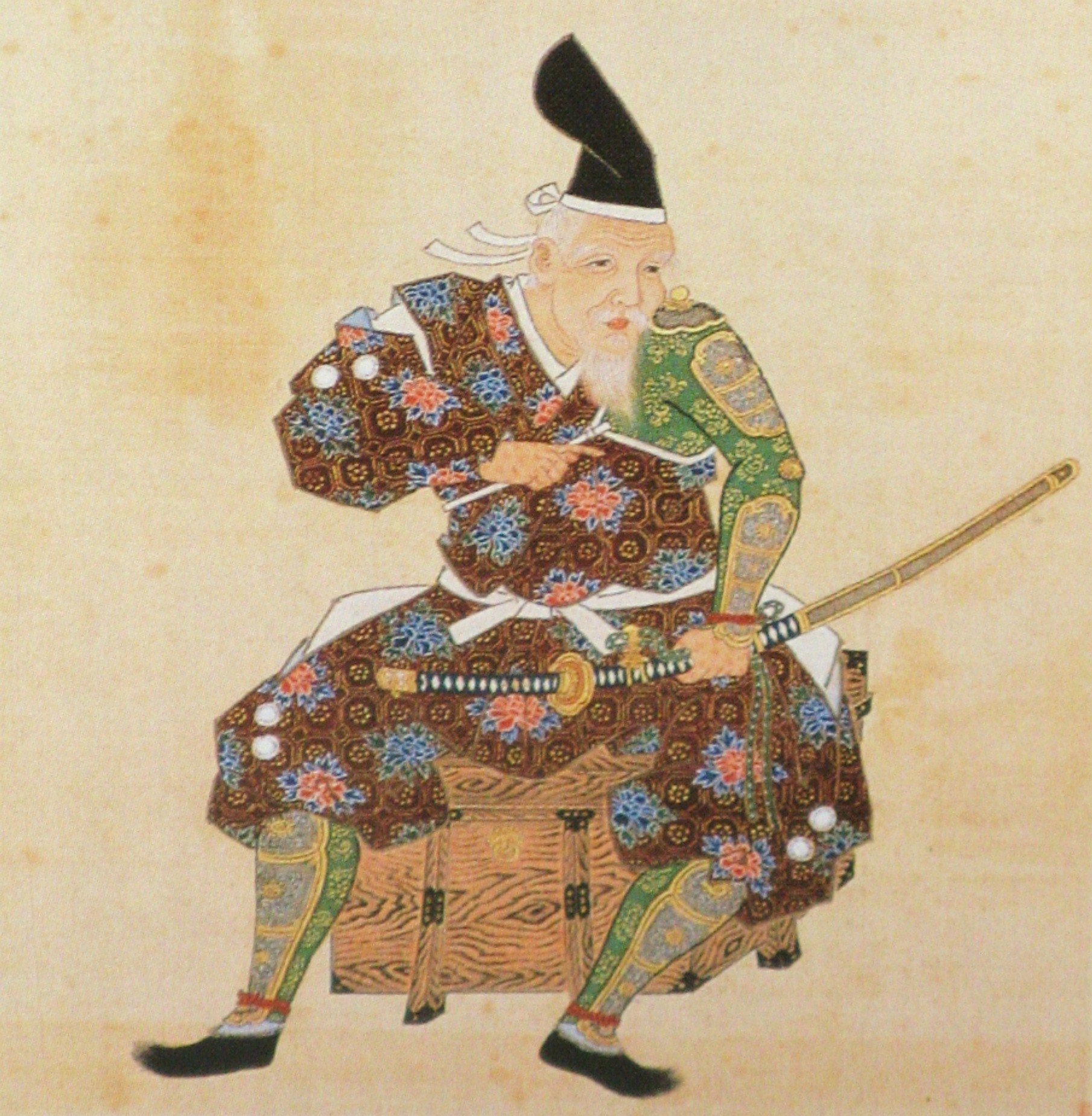
伊達稙宗
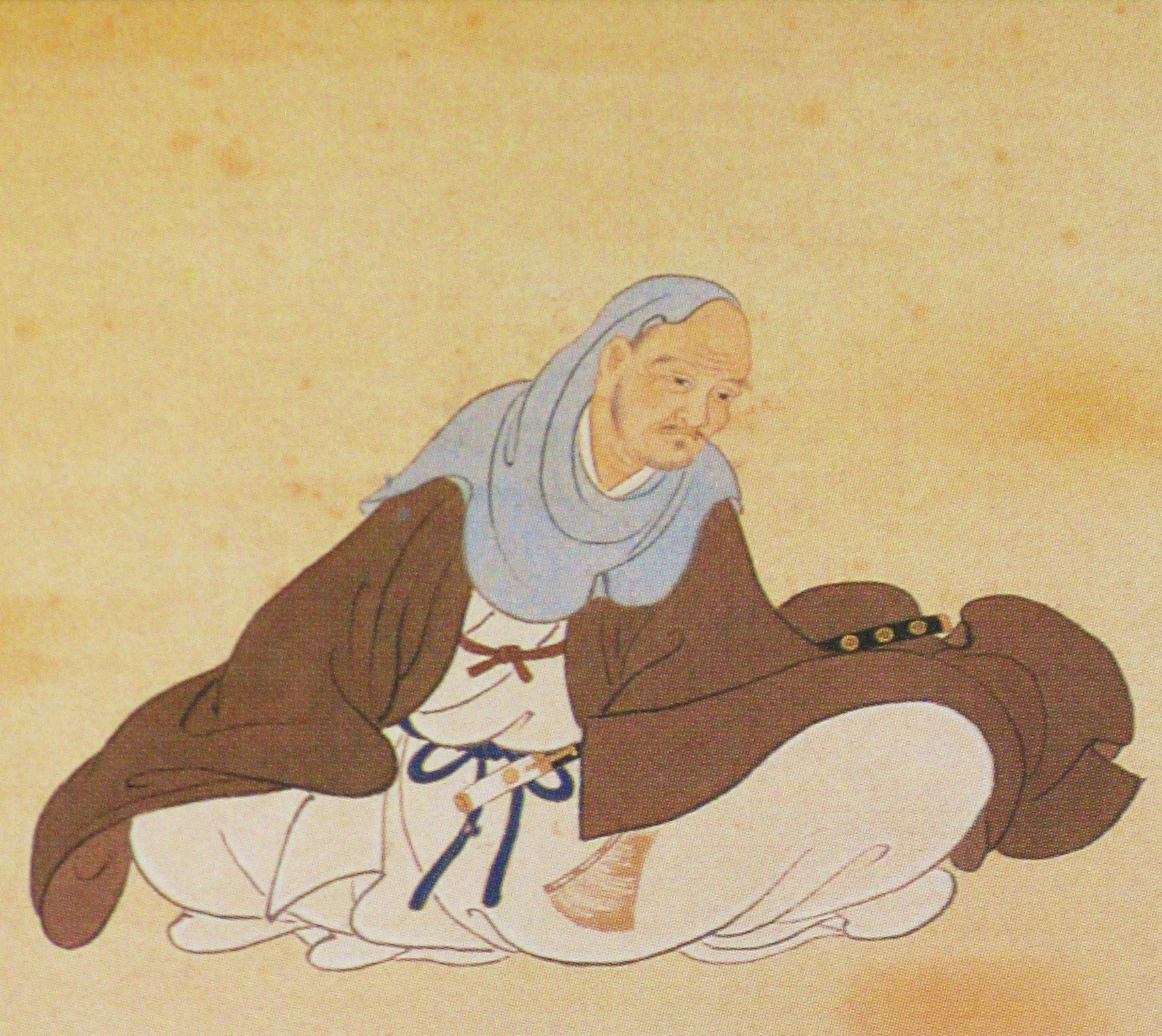
伊達晴宗
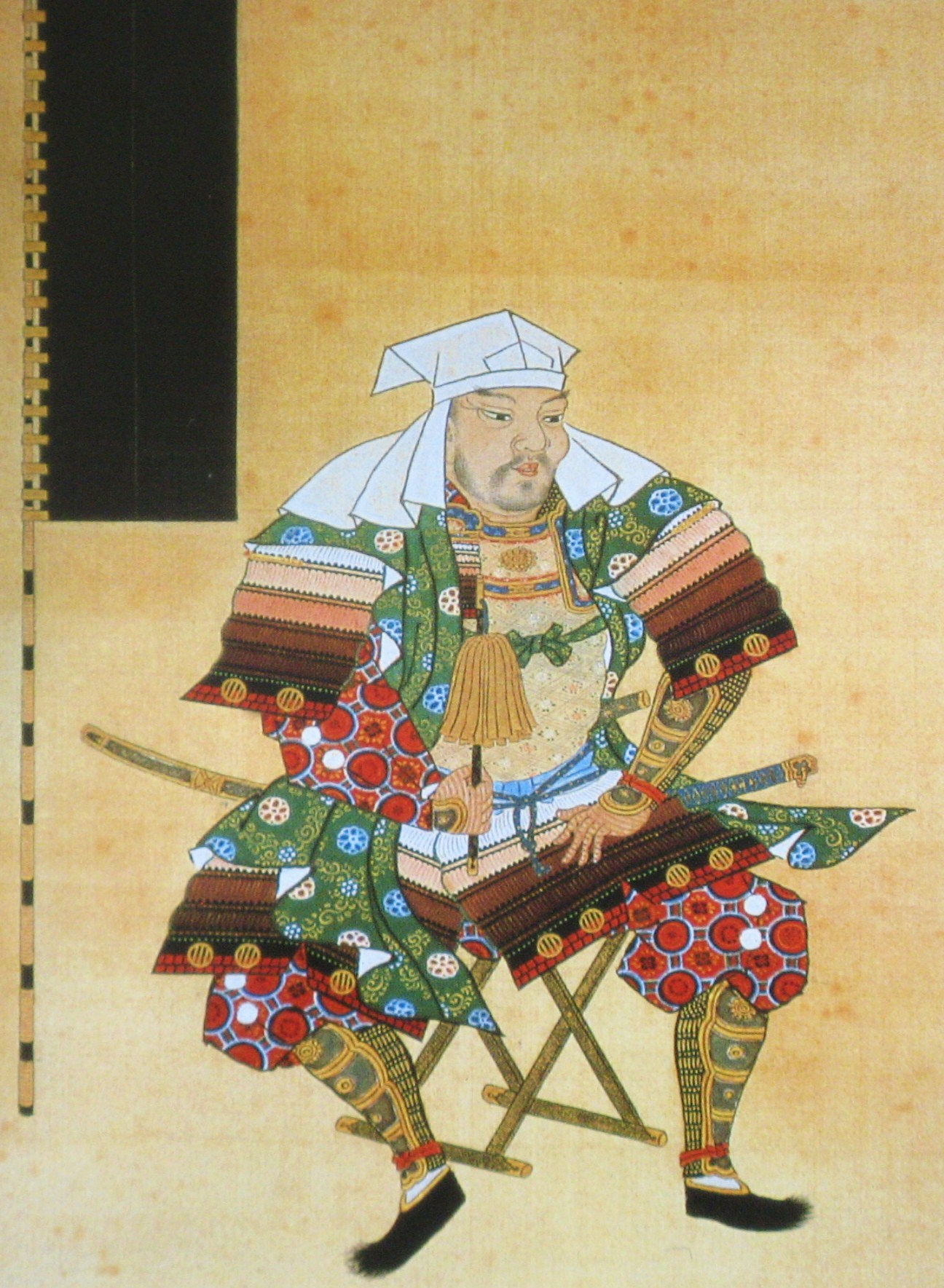
伊達輝宗
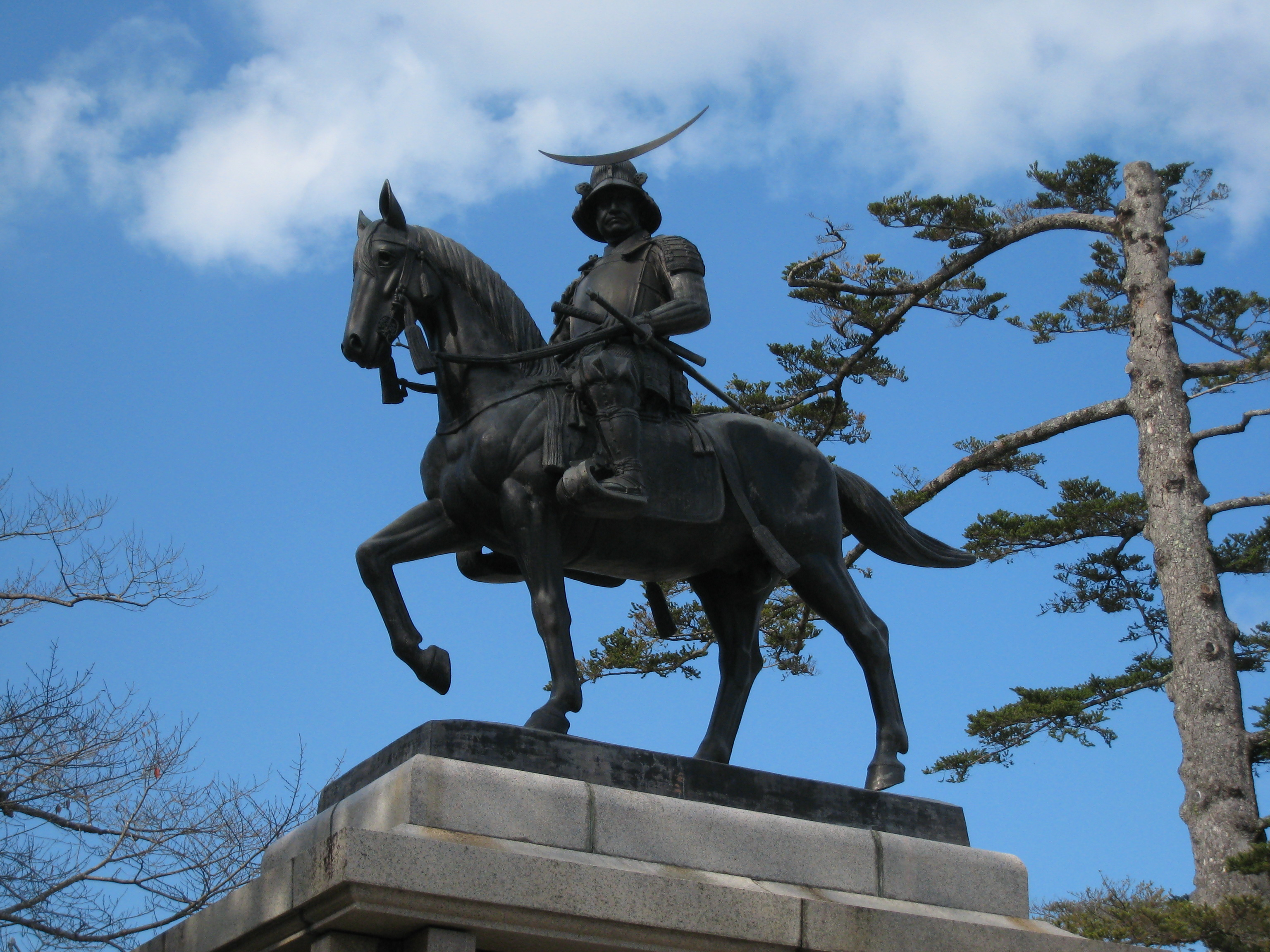
「奧州獨眼龍」伊達政宗
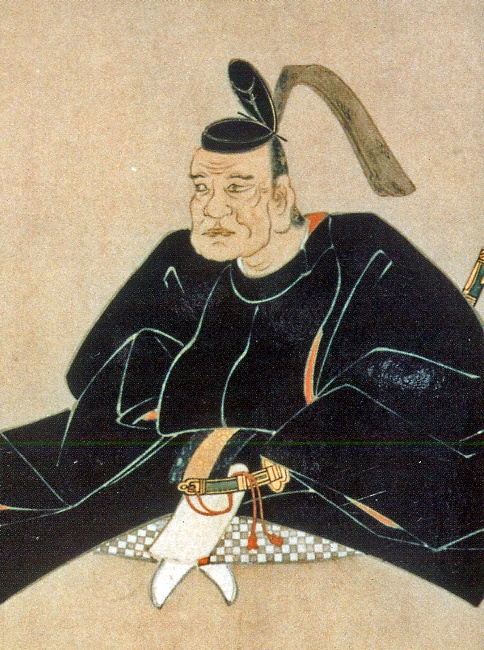
「守成的名君」伊達忠宗

### 長宗我部氏
土佐國土豪，20代家督長宗我部元親將土佐其他豪族消滅並統一土佐。實行兵農合一政策成為強國，並北上攻打四國其他大名。1585年統一四國全島，但不久後豐臣秀吉派兵登陸，長宗我部元親被迫投降，並失去土佐以外的領土。元親之子長宗我部盛親在元親死後繼承家督，在關原之戰中支持西軍並戰敗，失去領土成為浪人。大坂之陣中加入豐臣軍協助防守大坂城，最後戰敗。盛親被德川軍成員蜂須賀氏的家臣長坂七郎左衞門所捕獲，最後被斬首，長宗我部氏直系絕後，但旁系沒有滅絕，元親的四弟島親益（長宗我部國親指染家臣島氏妻子所生的私生子）的子孫島親典於大坂之陣時加勢豐臣家，敗北後返回土佐國，其後島氏便成為土佐藩的下士，在明治維新後認祖歸宗復姓長宗我部。

長宗我部氏家紋
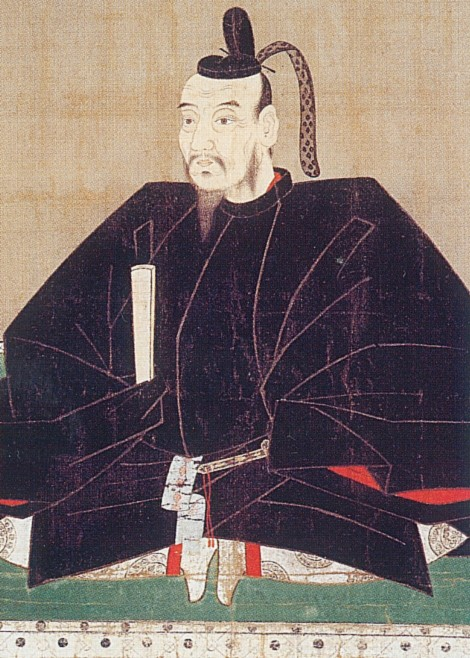
「姬若子/鬼若子」長宗我部元親

### 齋藤氏
齋藤氏家祖齋藤道三平民出身，父親是僧侶。道三年輕時賣油為業，後成為美濃國豪族長井氏家臣，後入繼長井氏。雖然在美濃重臣反對下，但美濃守護大名土岐賴藝依舊升道三為家臣。後消滅美濃國內其他家臣、豪族的勢力，最後將土岐賴藝逐出美濃，統一美濃。與織田氏家督織田信秀不和，但與信秀死後與新任家督織田信長結盟。後來被兒子齋藤義龍發動叛亂，道三軍與義龍軍激戰於長良川，道三被義龍軍士兵殺死，死前寫下讓國狀給信長。道三死後不久義龍也去世，齋藤龍興繼位。信長以道三寫下的讓國狀向美濃進軍，齋藤龍興戰敗，美濃被信長佔領。齋藤龍興逃出美濃並加入三好三人眾並成為家臣，繼續反抗信長。最後在三好軍與織田軍之間的戰爭中陣亡，齋藤氏滅亡。

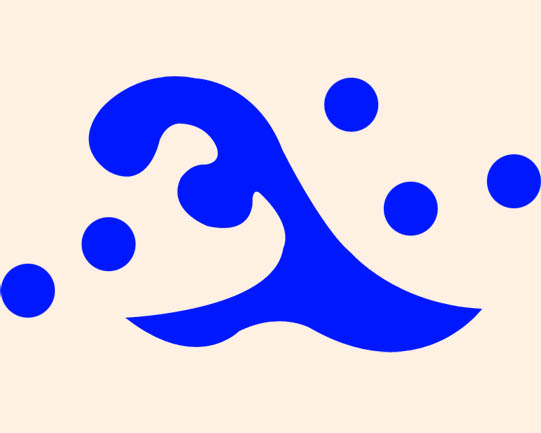
齋藤氏家紋
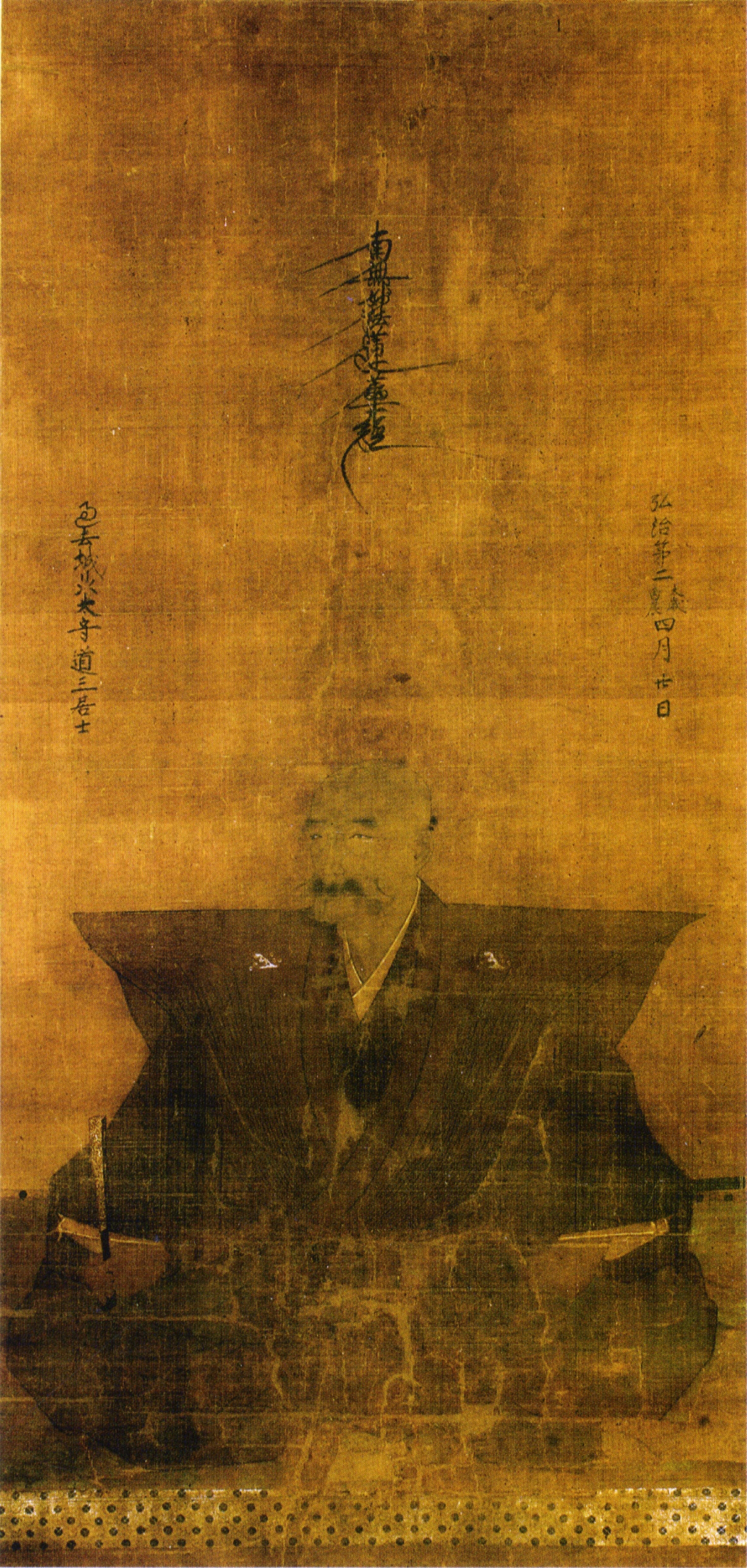
「美濃的蝮蛇」齋藤道三
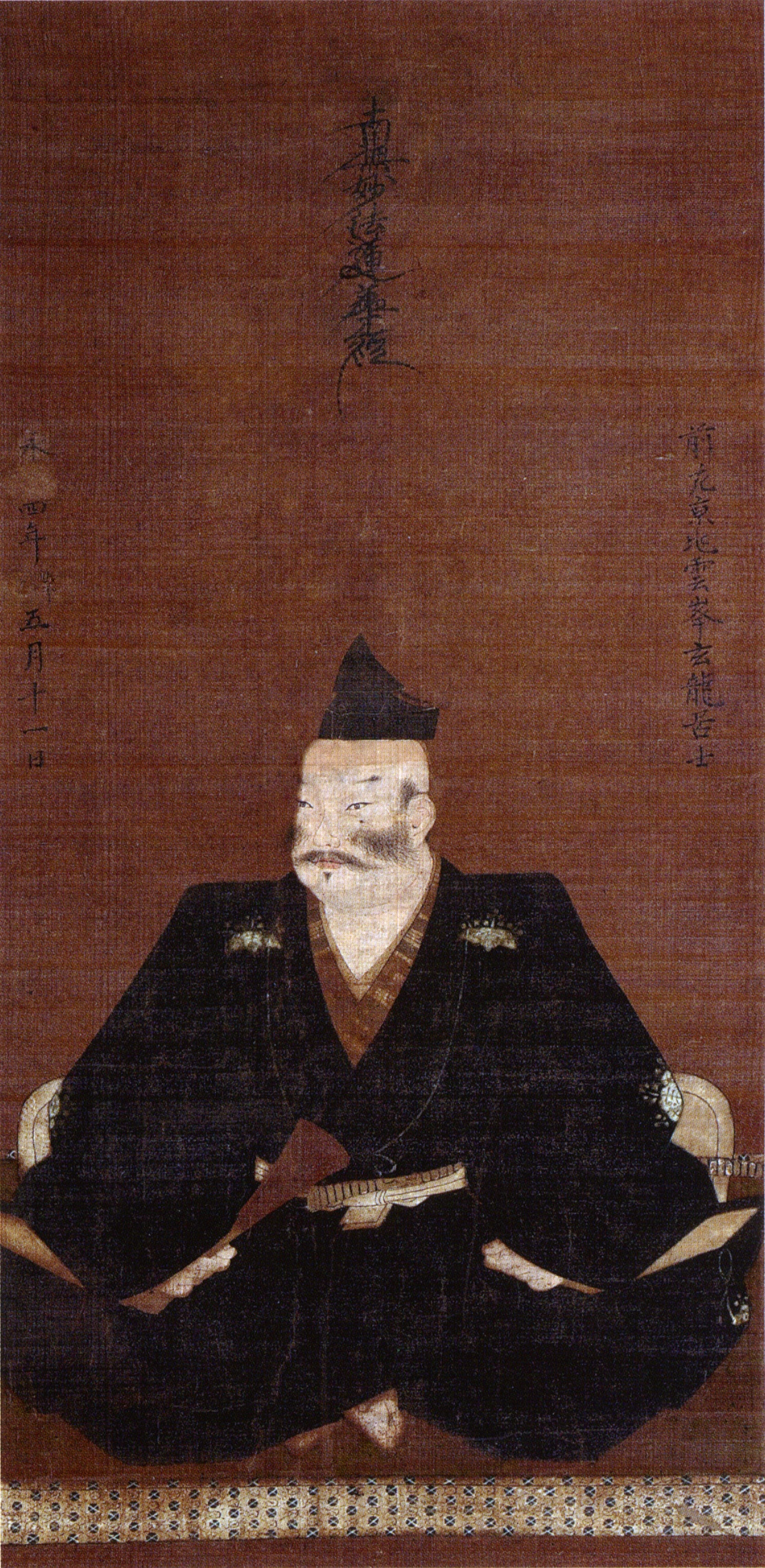
「美濃的巨人」齋藤義龍
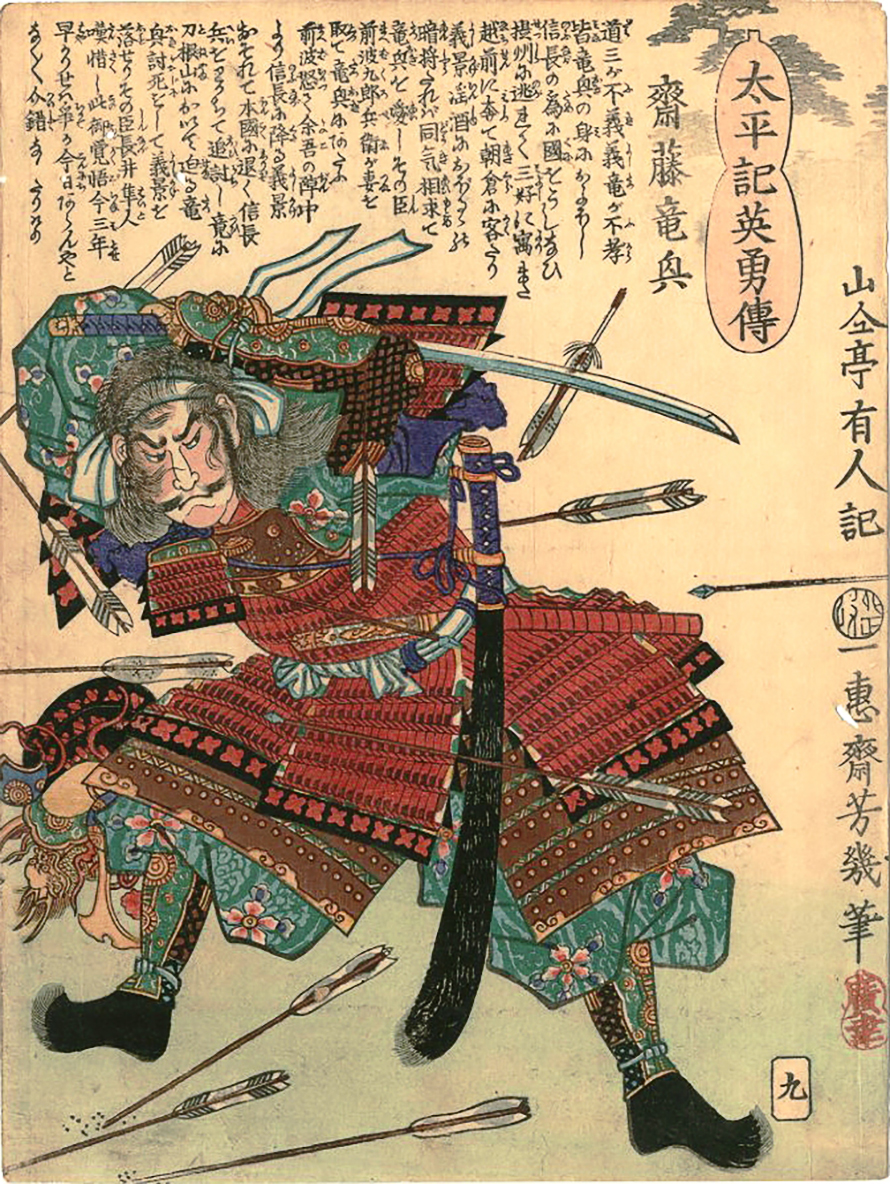
齋藤龍興

### 島津氏
島津氏自鎌倉時代至战国时代也是任九州南部薩摩國、日向國和大隅國的守護大名，是少數由守護大名變成战国大名的家族。在家督島津義久帶領下，以及義久之弟島津義弘指揮的軍隊，成為九州最強大名，打破了由龍造寺氏、大友氏和島津氏三家平分九州的局面。猛將島津家久曾經帶軍重創龍造寺氏，殺其家督，攻佔龍造寺氏不少領土。也领兵攻打大友氏，迫大友氏向豐臣秀吉投降。後豐臣秀吉聯合大友氏、龍造寺氏及其他已經臣服秀吉的大名入侵九州攻打島津氏，雖然義弘多次擊退豐臣軍，但因不敵豐臣本部令島津義久被迫投降。投降後豐臣秀吉任命島津義弘繼承家督，後在關原之戰中加入西軍對抗東軍，最終敗北，在幕府任命下成立薩摩藩至明治初期。

島津氏家紋
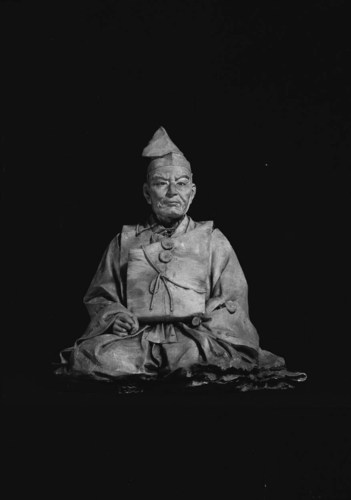
「三州總帥之才」島津義久
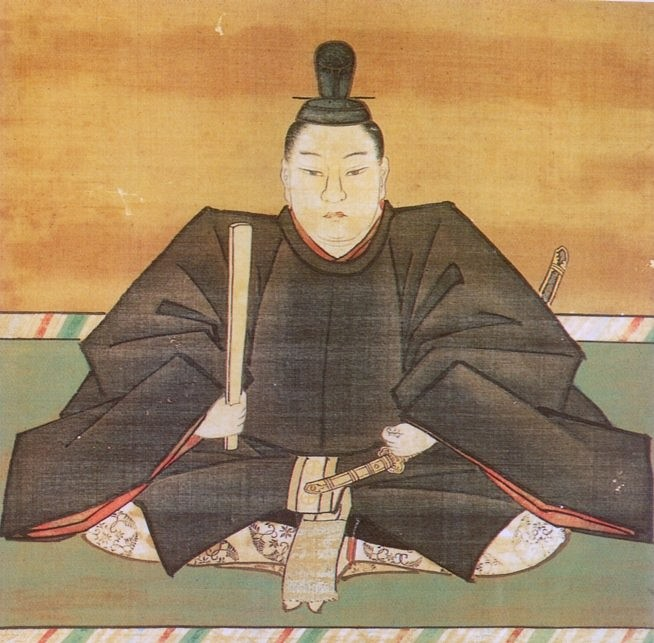
「鬼石曼子」島津義弘

### 尼子氏
尼子氏是宇多源氏後裔京極氏支流之一，是京極氏的守護代。家督尼子經久乘京極政經離開出雲時控制出雲國，獨自發展自己的勢力，成為出雲國地区的霸主。尼子義久時期被毛利氏入侵下被迫投降，族人尼子勝久不服，在舊部支持下重佔出雲新山城，復興尼子家。後再敗北逃到京都，4年後因幡國大名山名豐國的支援，欲從因幡攻打出雲，最後以失敗告終。尼子勝久後與織田信長結盟，成為豐臣秀吉的中國方面軍一隊分支。尼子軍攻佔宇喜多直家支城的上月城並成為該城守備，被毛利軍與宇喜多軍聯合攻城，戰敗後自殺。

尼子氏家紋
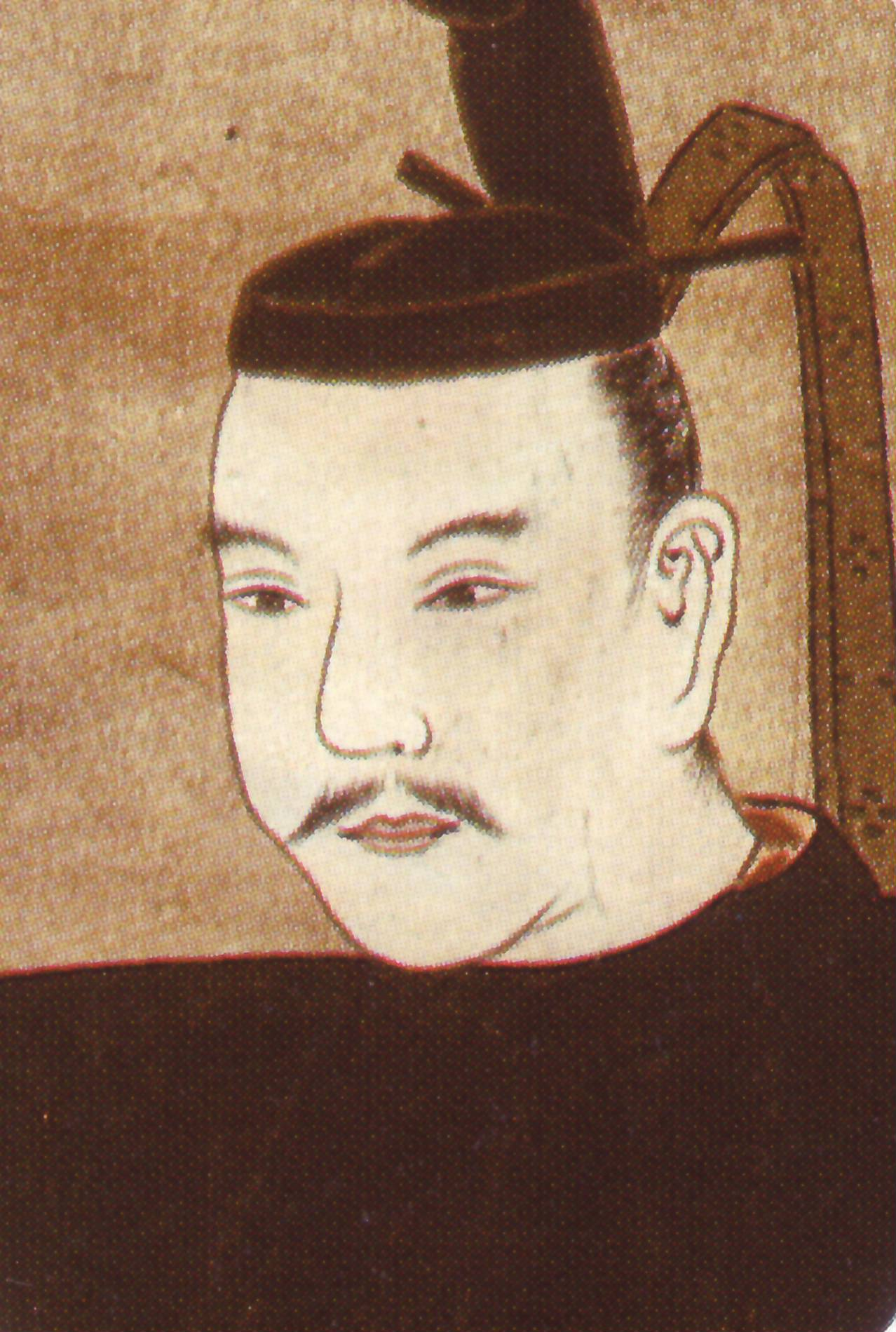
「雲州之狼」尼子經久
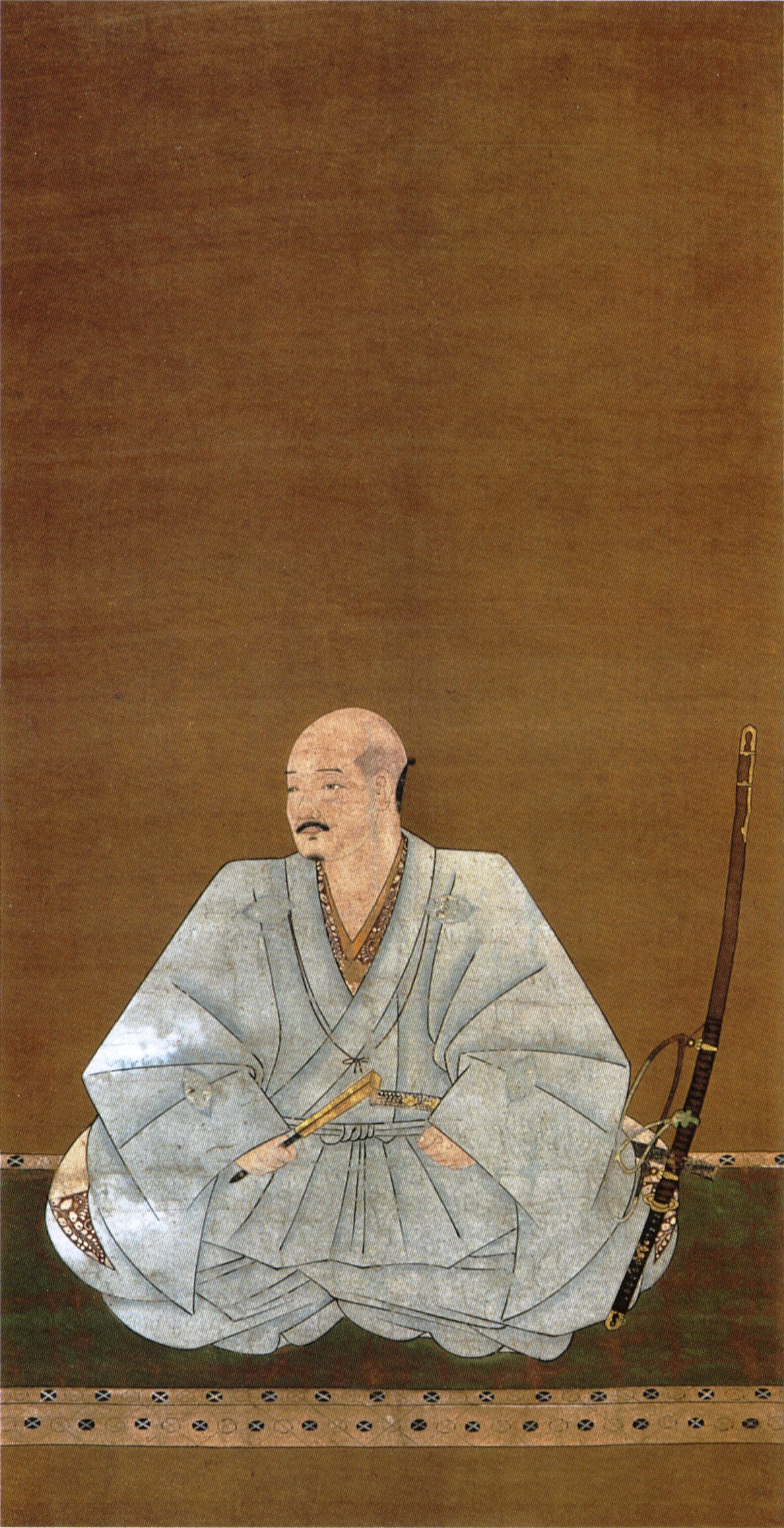
尼子晴久

### 最上氏
最上氏是清河源氏足利氏的支流，三管領之一的斯波氏的分家，是與大崎氏齊名的東北名門，在第十一代家督義光的努力下，一度獲得幕府五十七萬石領土（山形藩）。但義光死後，於1623年發生最上騷動，被幕府改易至近江國，以蒲生郡5000石交代寄合的身分維持至明治維新。

最上氏家紋